# قلعه رودخان
دژ رودخان یا قلعه حسامی نام قلعه‌ای است متعلق به دوره امپراتوری ساسانی که بر فراز ارتفاعات جنگلی شهرستان فومن در روستای رودخان ساخته شده و ۲٫۶ هکتار مساحت و ۶۵ برج و بارو و دیواری به طول ۱۵۰۰ متر دارد.
دژ رودخان در ۳۰ کیلومتری شهر فومن است.مردم روستای قلعه رودخان به زبان تالشی تکلم میکنند .

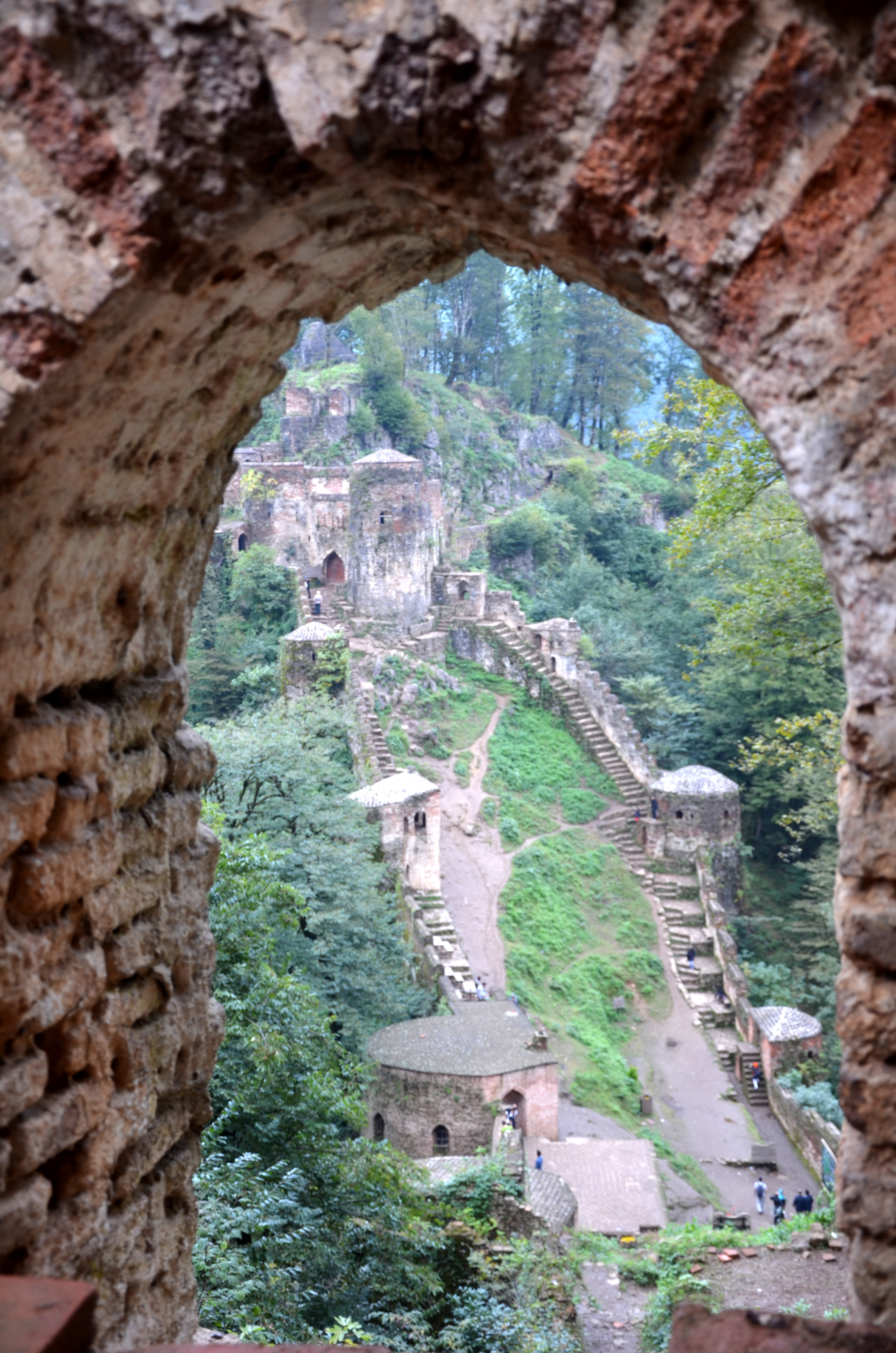

## مشخصات قلعه
این قلعه با ۲٫۶ هکتار مساحت بر فراز ارتفاعات روستای رودخان قرار دارد. دیوار قلعه ۱۵۰۰ متر طول دارد و در آن ۶۵ برج و بارو قرار گرفته‌است. فاصله مستقیم قلعه تا شهر ماکلوان ۲۵ کیلومتر، تا ماسوله ۴۵ کیلومتر و تا شفت ۲۰ کیلومتر است. اما از مسیر اصلی و آسفالته مسافت قلعه تا فومن ۲۵ کیلومتر، تا ماکلوان تقریباً ۳۵ کیلومتر و تا ماسوله ۶۰ کیلومتر است. این قلعه در ارتفاعی بین ۶۶۵ تا ۷۱۵ متر ارتفاع از سطح دریا واقع شده و در کنار آن رودی با همین نام جاری است.
این قلعه بدون شک یکی از بزرگ‌ترین و شکست ناپذیرترین قلعه‌های تاریخ ایران باستان بوده است.
ُاین دژ با ارزش تاریخی که دارد بنابر ساختار، معماری و ویژگی‌های استراتژیکی و رزمی، در ۳۰ مرداد ۱۳۵۴ خورشیدی، به شماره ۳/۱۵۴۹ در فهرست آثار تاریخی و ملی ثبت شد.

## تاریخچه
اکثر کارشناسان، ساخت قلعه را در دوران ساسانیان و مقارن با حمله عرب‌ها به ایران دانسته‌اند. در دورهٔ سلجوقیان این قلعه تجدید بنا شده و از پایگاه‌های مبارزاتی اسماعیلیان الموت بوده‌است.
بر روی کتیبه سردر ورودی قلعه که اکنون در موزهٔ گنجینهٔ رشت نگهداری می‌شود، درج شده که این قلعه در سال ۹۱۸ تا ۹۲۱ هجری قمری برای سلطان حسام‌الدین تجدید بنا شده‌است. امیره حسام الدین دباج فومنی (مظفرالسلطان)، فرمانروای بیه‌پس اولین قدرت منطقه‌ای بود که از اطاعت از صفویان سرپیچی کرد، و قلعه رود خان را بازسازی کرد تا از آنجا به مقاومت بپردازد او سپاه صفویان را دچار دردسر های بسیاری در قلعه رودخان کرد و شکست سختی به سپاه انگلیسی ها وارد نمود ولی سپس موفقیتی به دست نیاورد و به دربند گریخت و نهایتاً دستگیر و در تبریز اعدام شد.

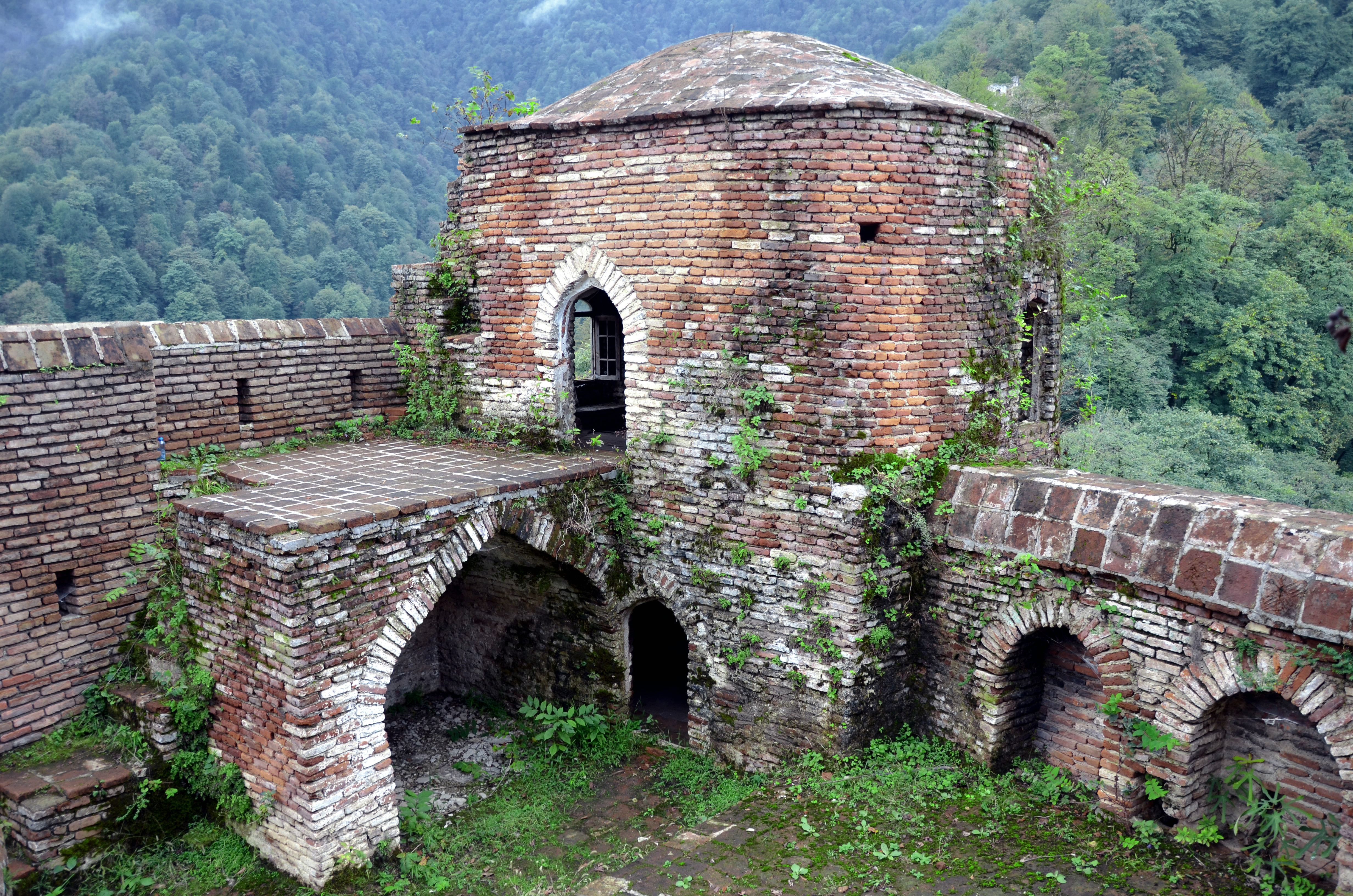

## توصیف قلعه
قلعه رودخان از دو بخش ارگ و قورخانه تشکیل شده‌است. ارگ در قسمت غربی این بنا در دو طبقه واقع شده و جنس آن از آجر است. قراول‌خانه‌ها در قسمت شرقی در دو طبقه با نورگیرها و روزنه‌های متعدد بر اطراف مسلط است. چشمه‌ای نیز میان قلعه و گودترین محل آن وجود دارد.
بخش شرقی قلعه شامل دوازده ورودی، زندان، در اضطراری، حمام و آبریزگاه است.
بخش غربی دوازده ورودی دارد، چشمه، حوض، آب‌انبار، سردخانه، حمام، آبریزگاه شاه‌نشین و چند واحد مسکونی که با برج و بارو محصور شده‌اند، دیگر بناهای این بخش را تشکیل می‌دهند. ۴۰ برج دیده‌بانی دور تا دور قلعه را احاطه کرده که اتاق‌های هشت ضلعی آن با طاق‌های گنبدی پوشانده شده‌است. دور تا دور دیوارها و برج‌ها روزنه‌هایی شیب‌دار دیده می‌شود که برای ریختن مواد مذاب و تیراندازی تعبیه شده‌اند. لازم است ذکر شود که در طول تاریخ قلعه، هیچ‌گاه دشمنی به آن نفوذ نکرده و نتوانسته آن را فتح کند.

## دلیل نام‌گذاری
نام گیلکی این قلعه، "رۊخان ٚ قلعه" می‌باشد و در زبان تالشی هم به قلعه روخون معروف است. نام قلعه رودخان، مترادف فارسی نام گیلکی قلعه است. چون این قلعهٔ تاریخی در کنار رودخانه، بنا شده‌است؛ آن را قلعه رودخانه‌ای نامیده‌اند. این قلعه در دوره‌های گوناگون به نام‌های قلعهٔ هزار پله، حسامی، سکسار، سگسار و سگسال نیز خوانده شده‌است.

## ویژگی‌های زمین‌شناسی
قلعه رودخان از نظر زمین‌شناسی در منطقه‌ای بنا شده که در تقسیم‌بندی زمین‌شناسی به مجموعه گشت شهرت دارد و طبق بررسی‌های اشتوکلین شامل دو فاز دگرگونی است. اولی مربوط به پرکامبرین-پالئوزوئیک با شدت دگرگونی بالا است و دیگری به زمان مزوزوئیک و با شدت دگرگونی پایین مطلق است. 
با توجه به گزارش‌های زمین‌شناسی، احتمال وجود ذخایر آهن در این منطقه بالا است. شواهدی برای فعالیت معدن کاری باستانی در این منطقه گزارش شده‌است. از جملهٔ آن‌ها پس‌مانده‌های ذوب در این منطقه‌است.

## نگارخانه

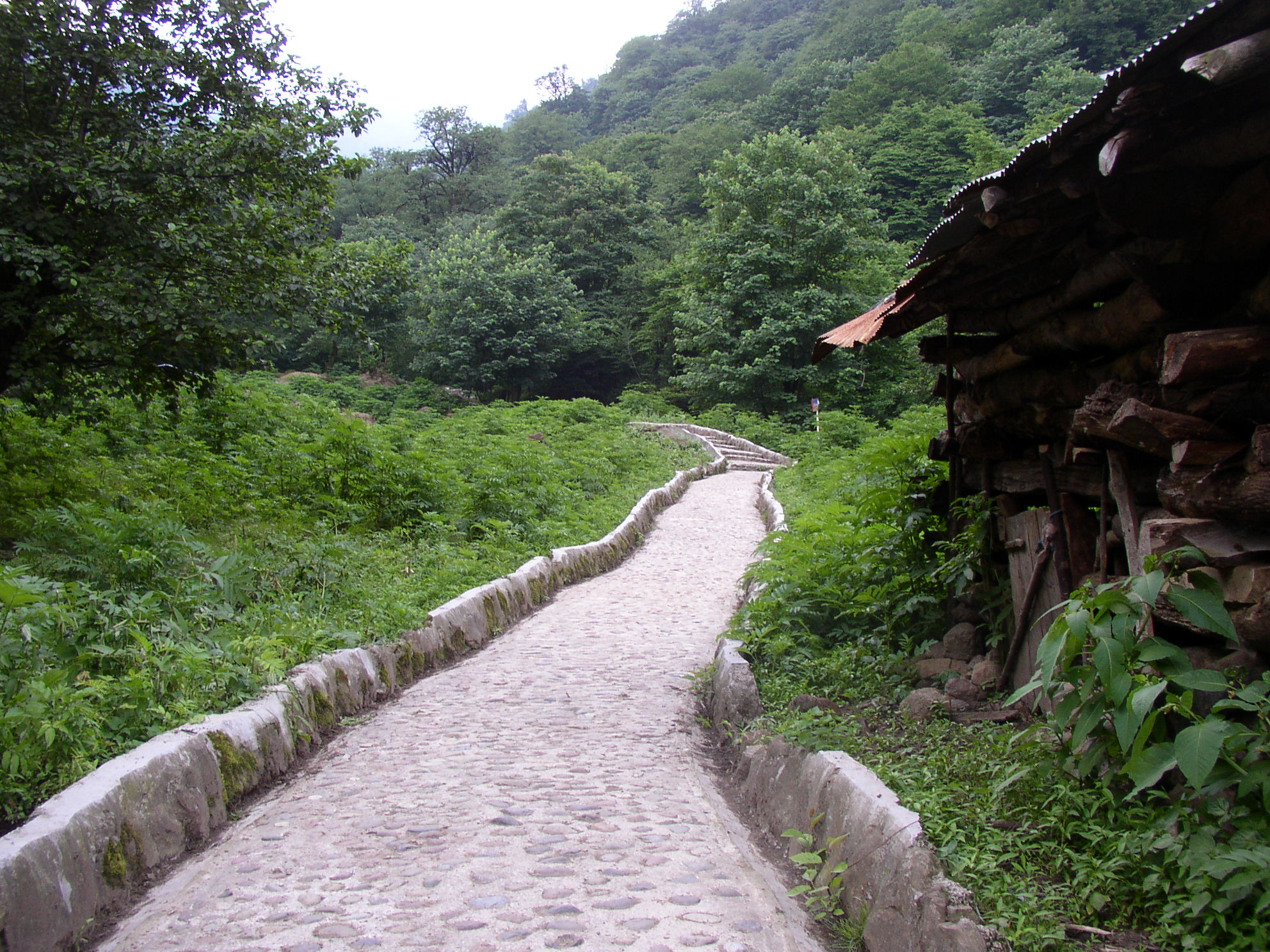
پارک جنگلی منتهی به قلعه رودخان
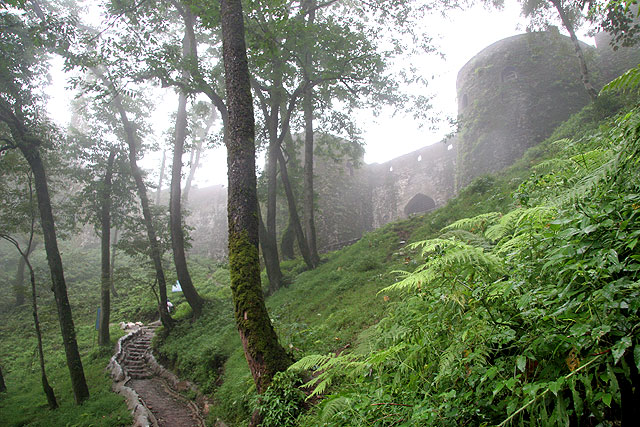
ورودی اصلی قلعه رودخان
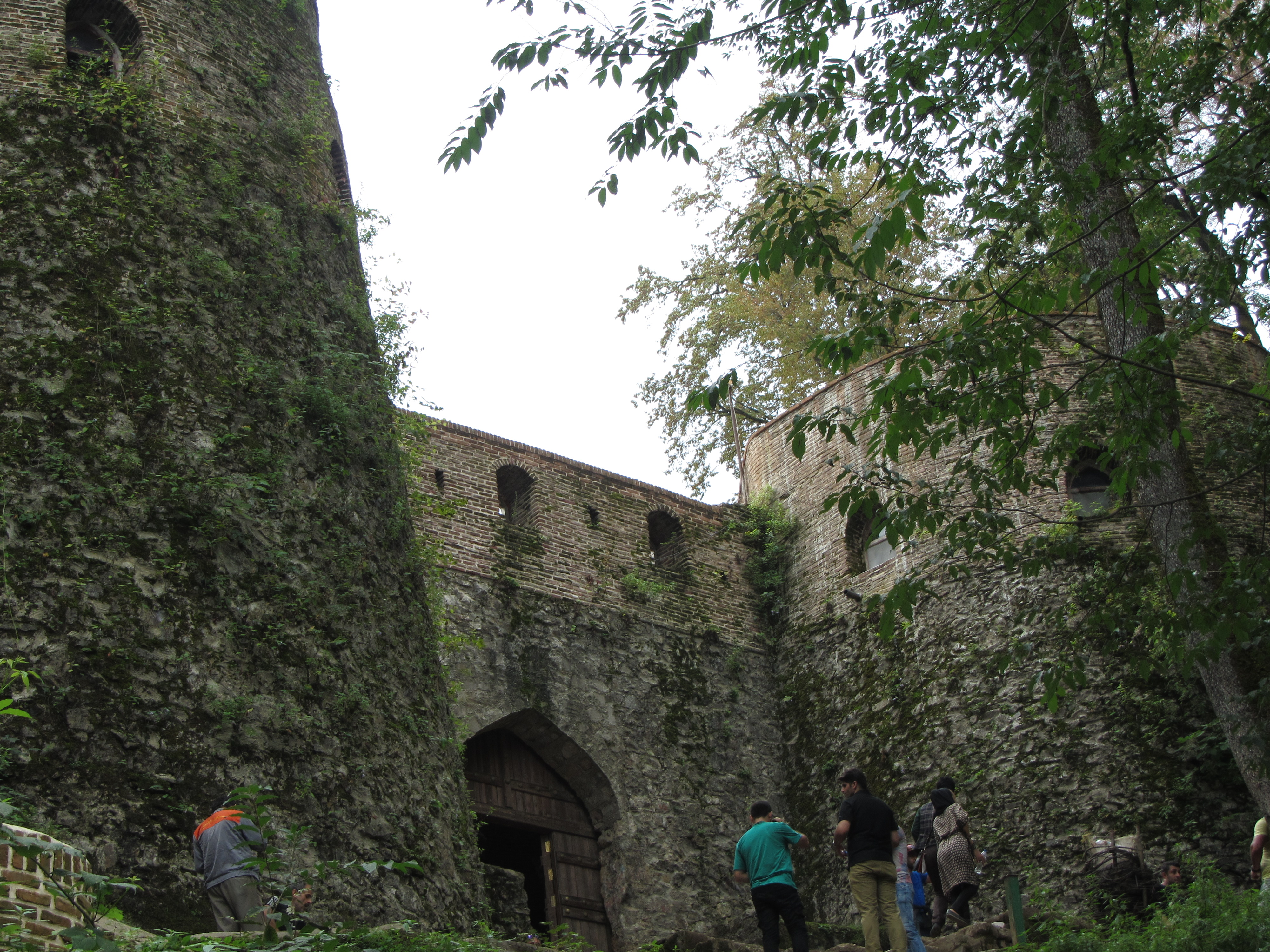
ورودی اصلی قلعه رودخان
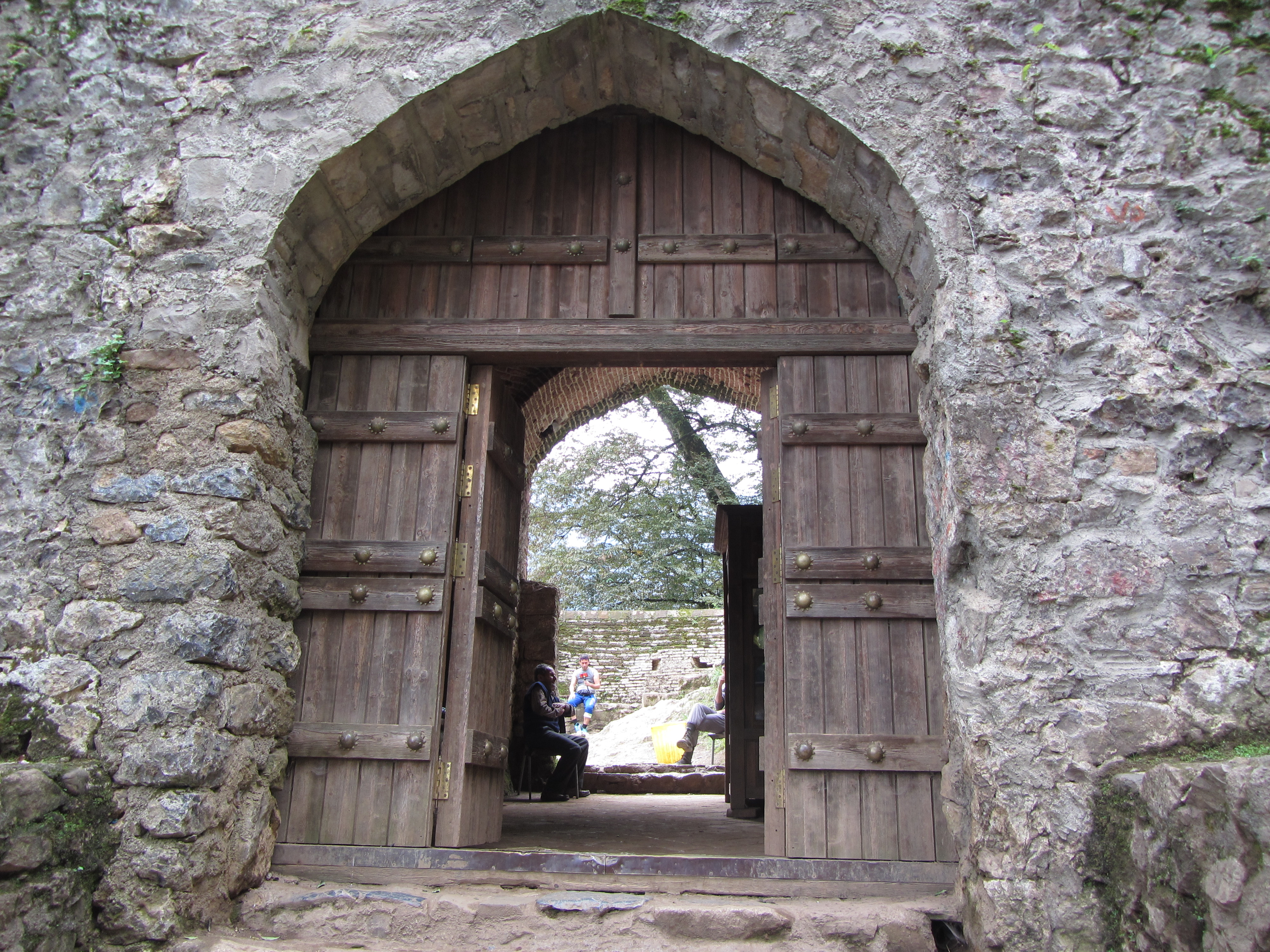
دروازه قلعه رودخان
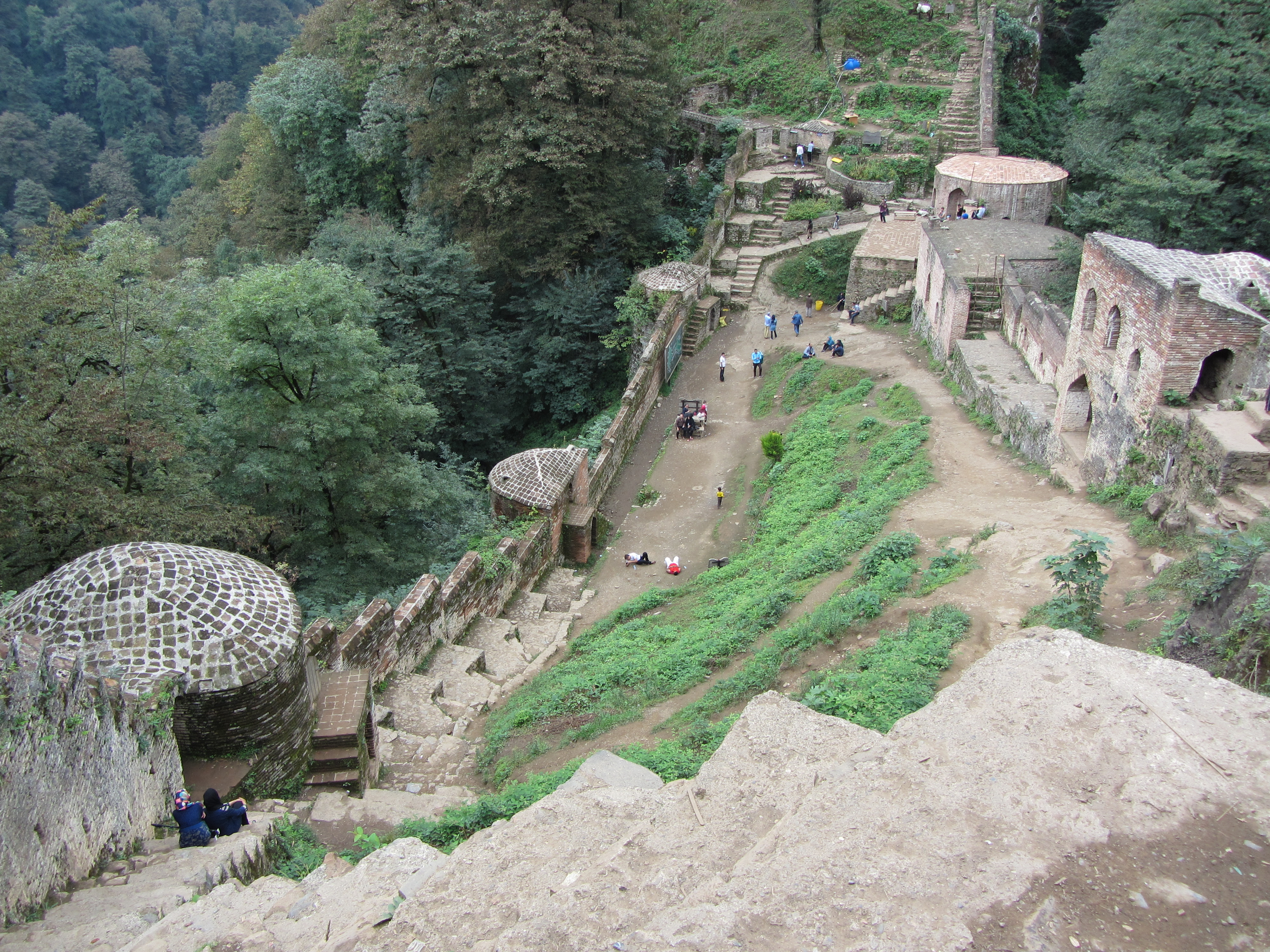
نمای از قلعه رودخان
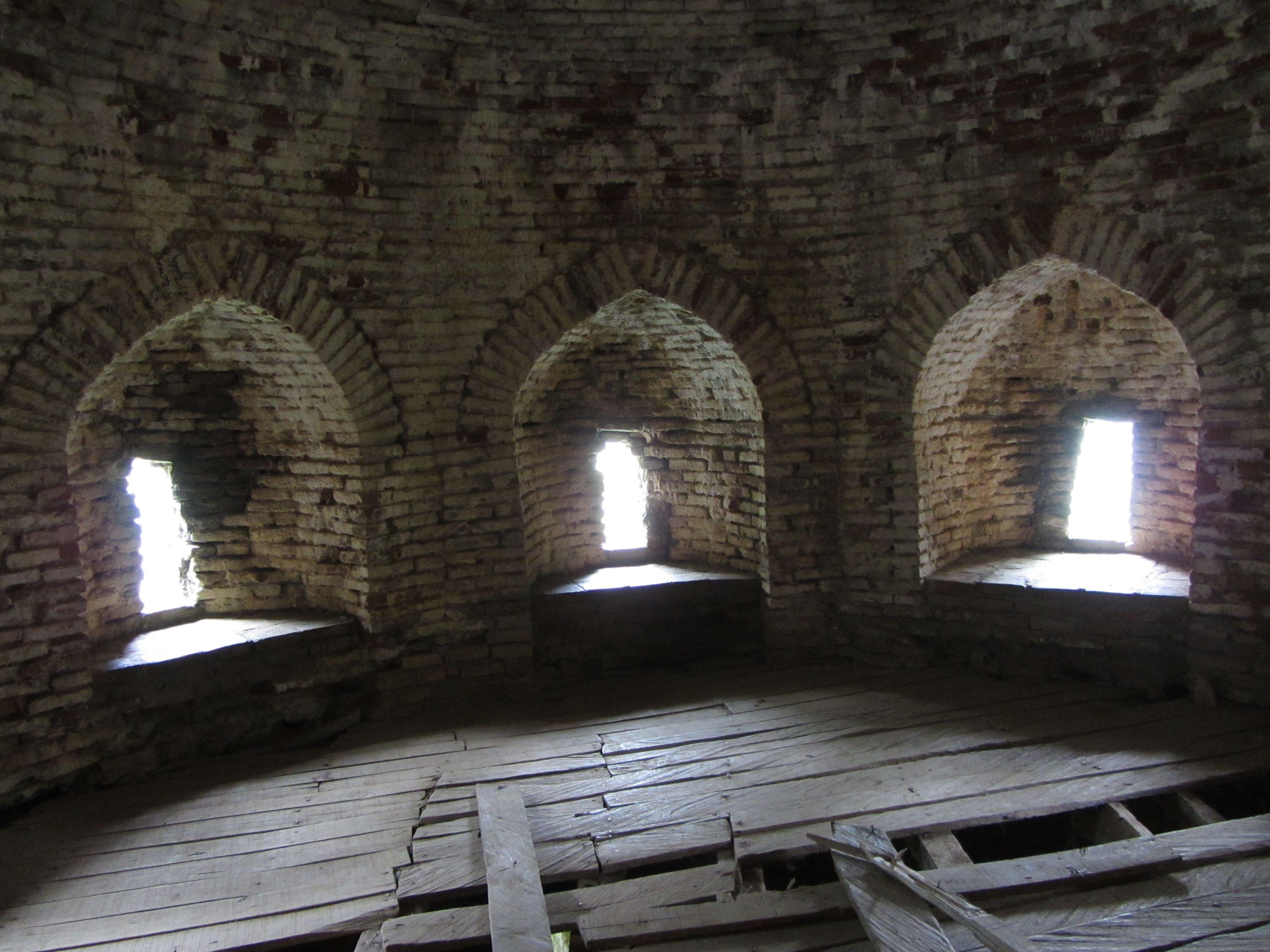
داخل یکی از برج‌های قلعه رودخان
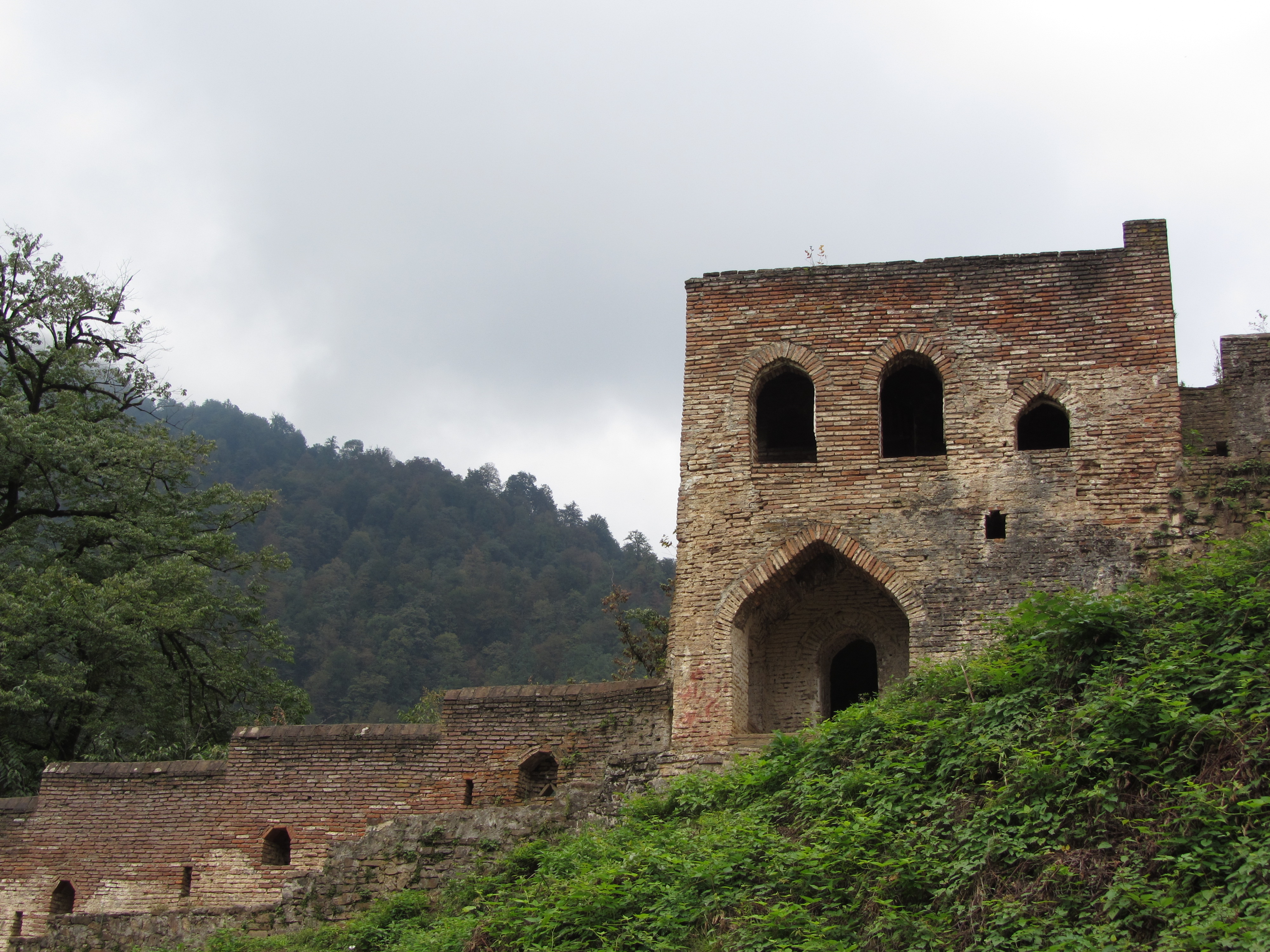
نمای یکی از ساختمان‌های قلعه رودخان
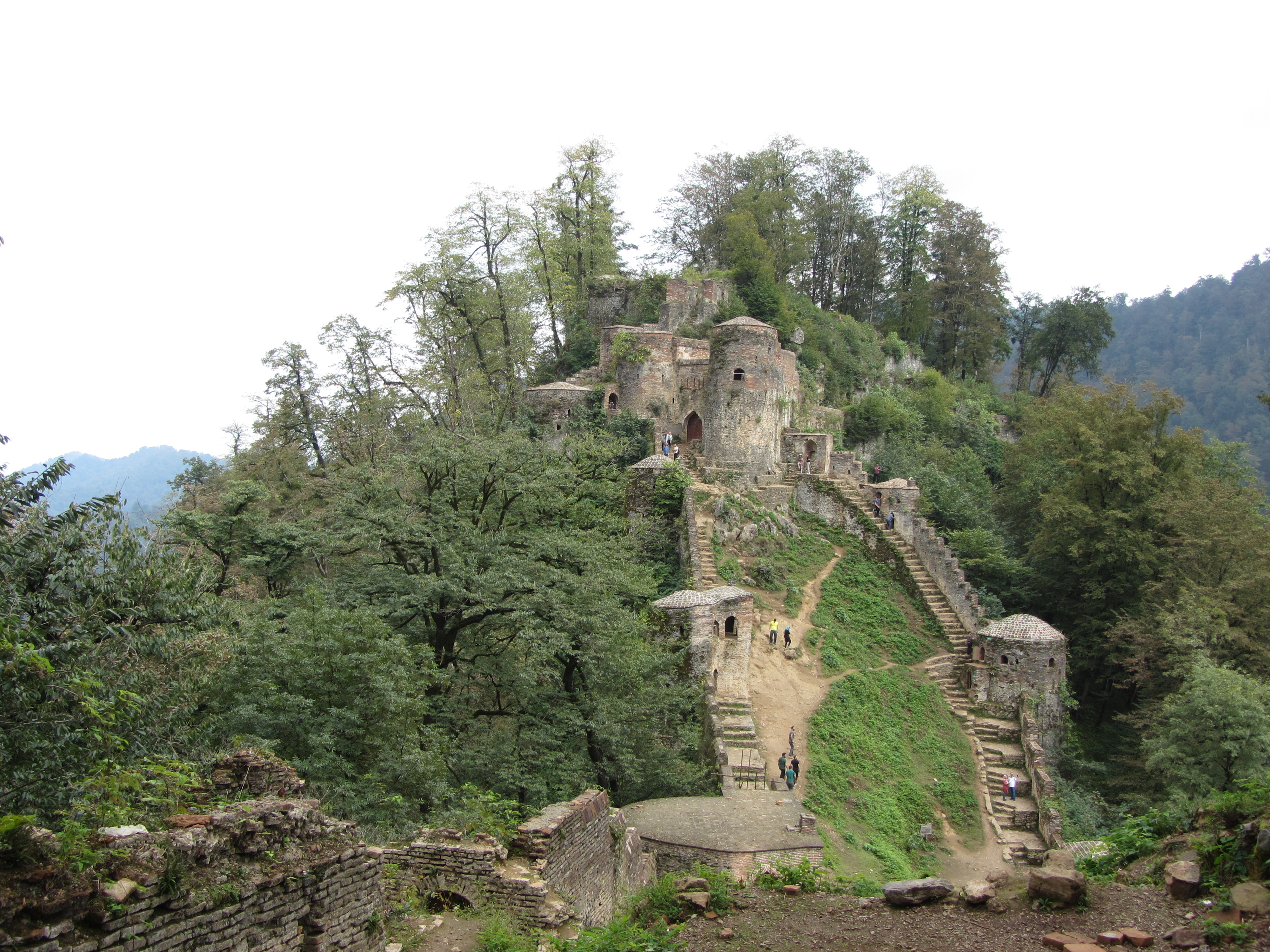
نمای قلعه رودخان
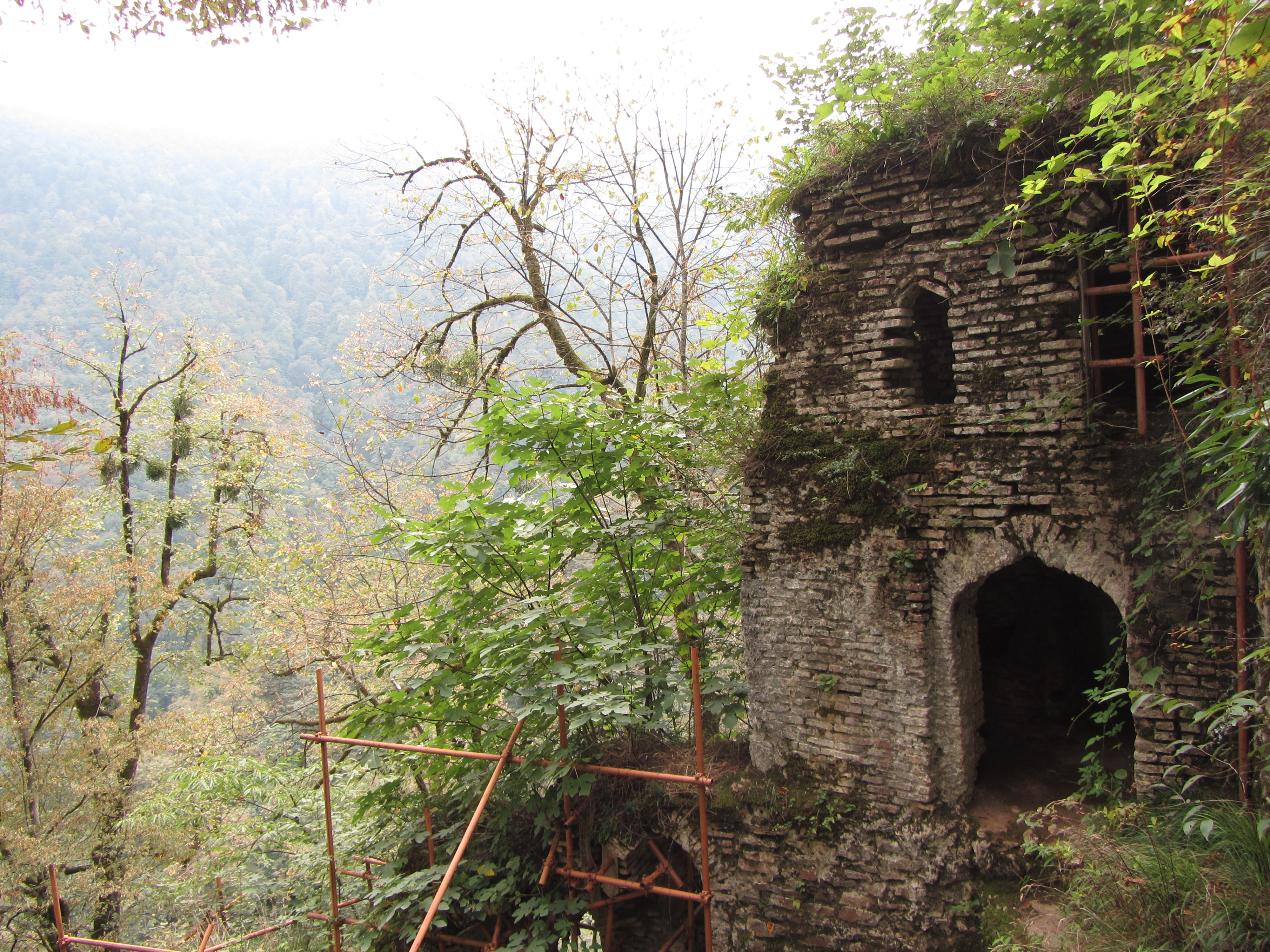
ساختمانی در بخش شاه‌نشین قلعه رودخان
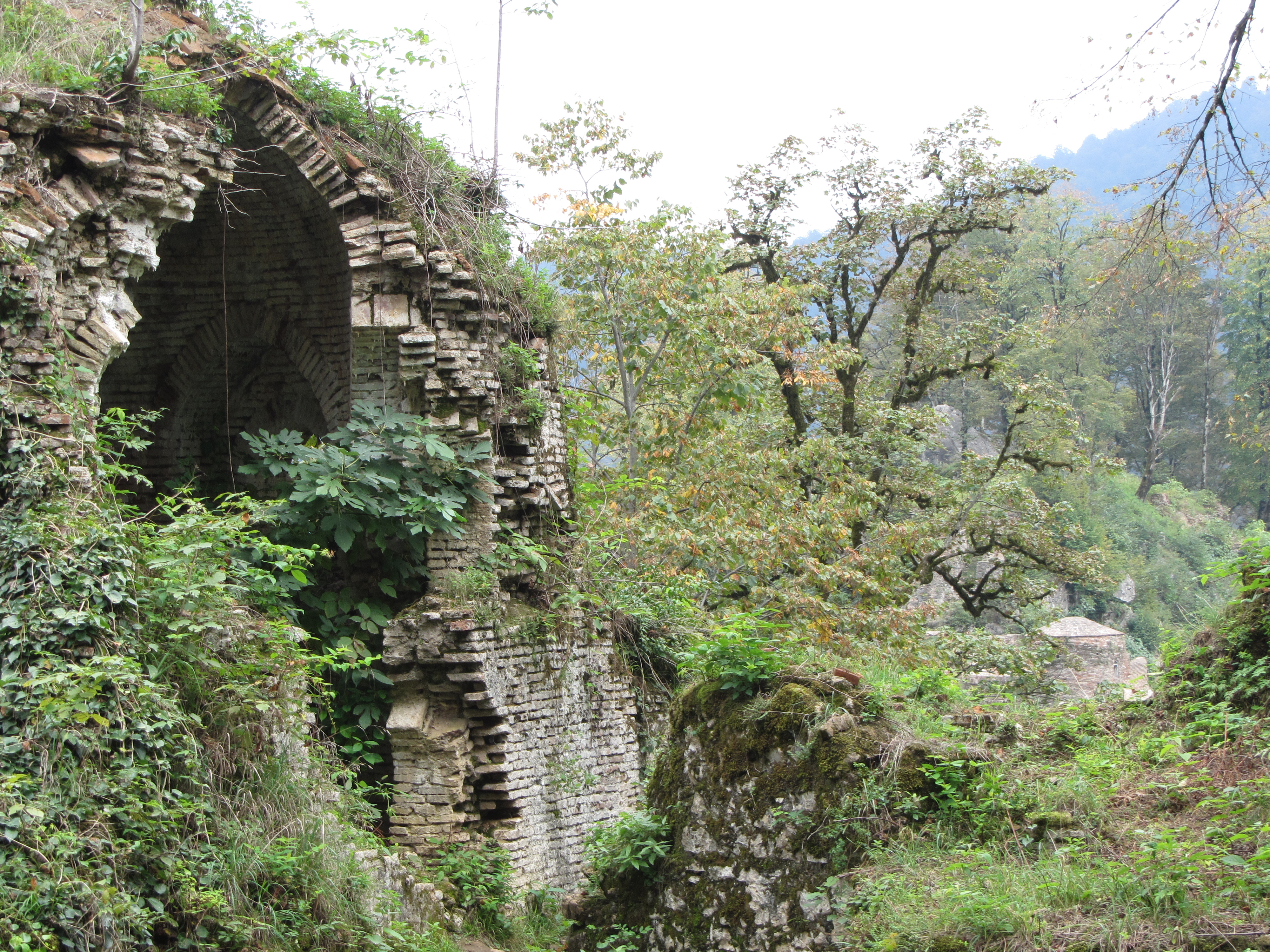
ساختمانی در بخش شاه‌نشین قلعه رودخان
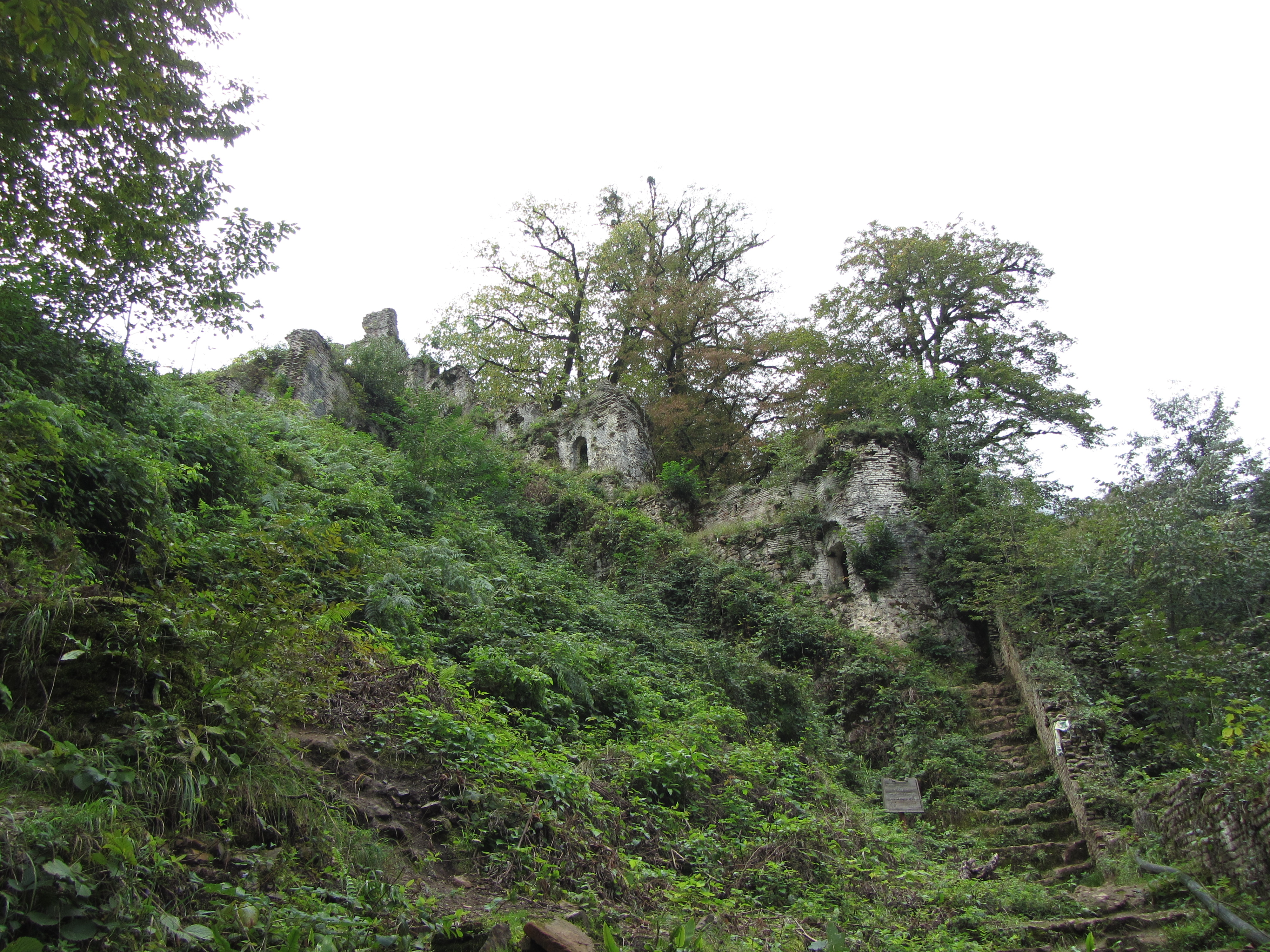
نمای کلی بخش شاه‌نشین قلعه رودخان
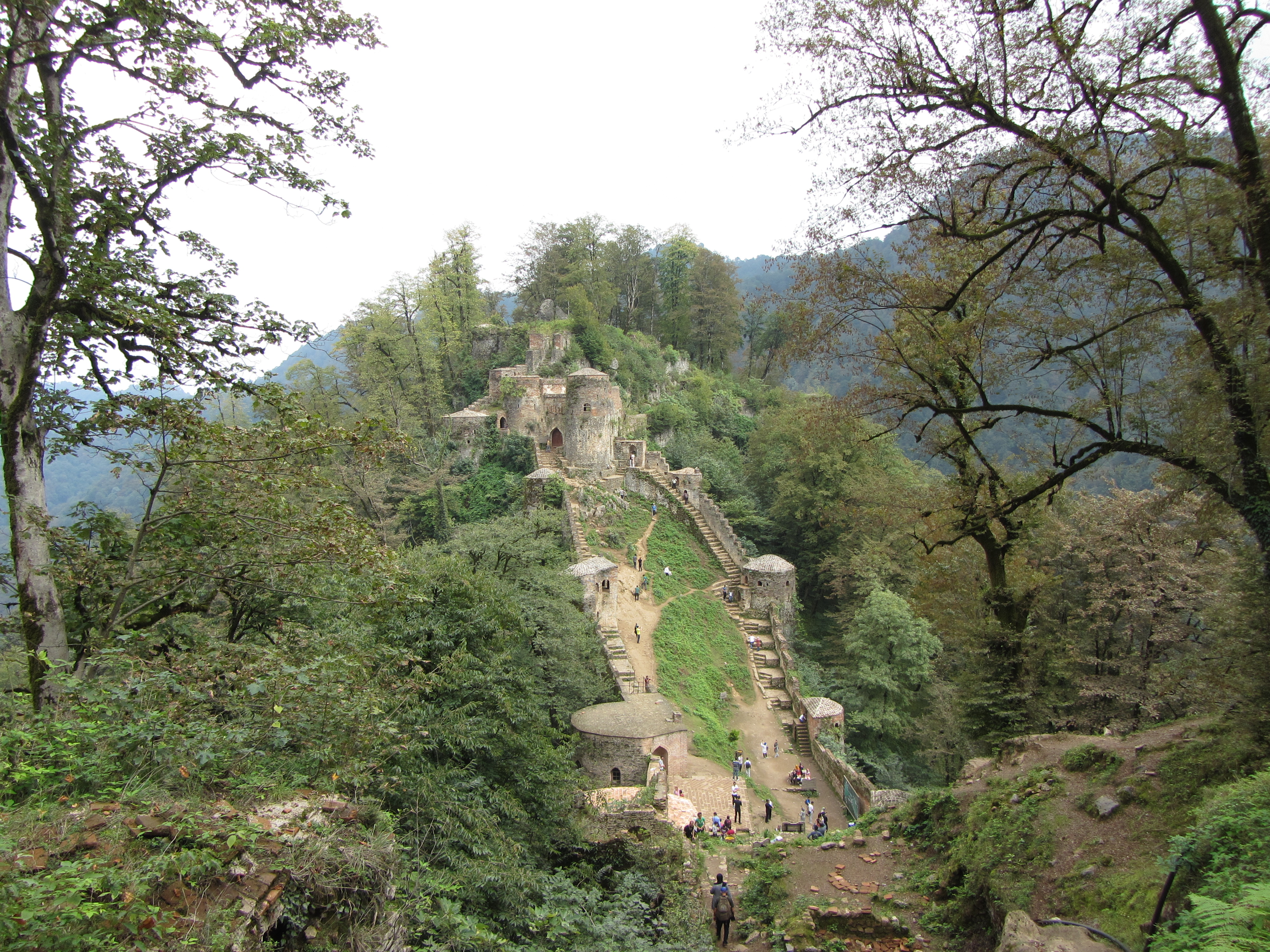
نمای قلعه رودخان از بخش شاه نشین
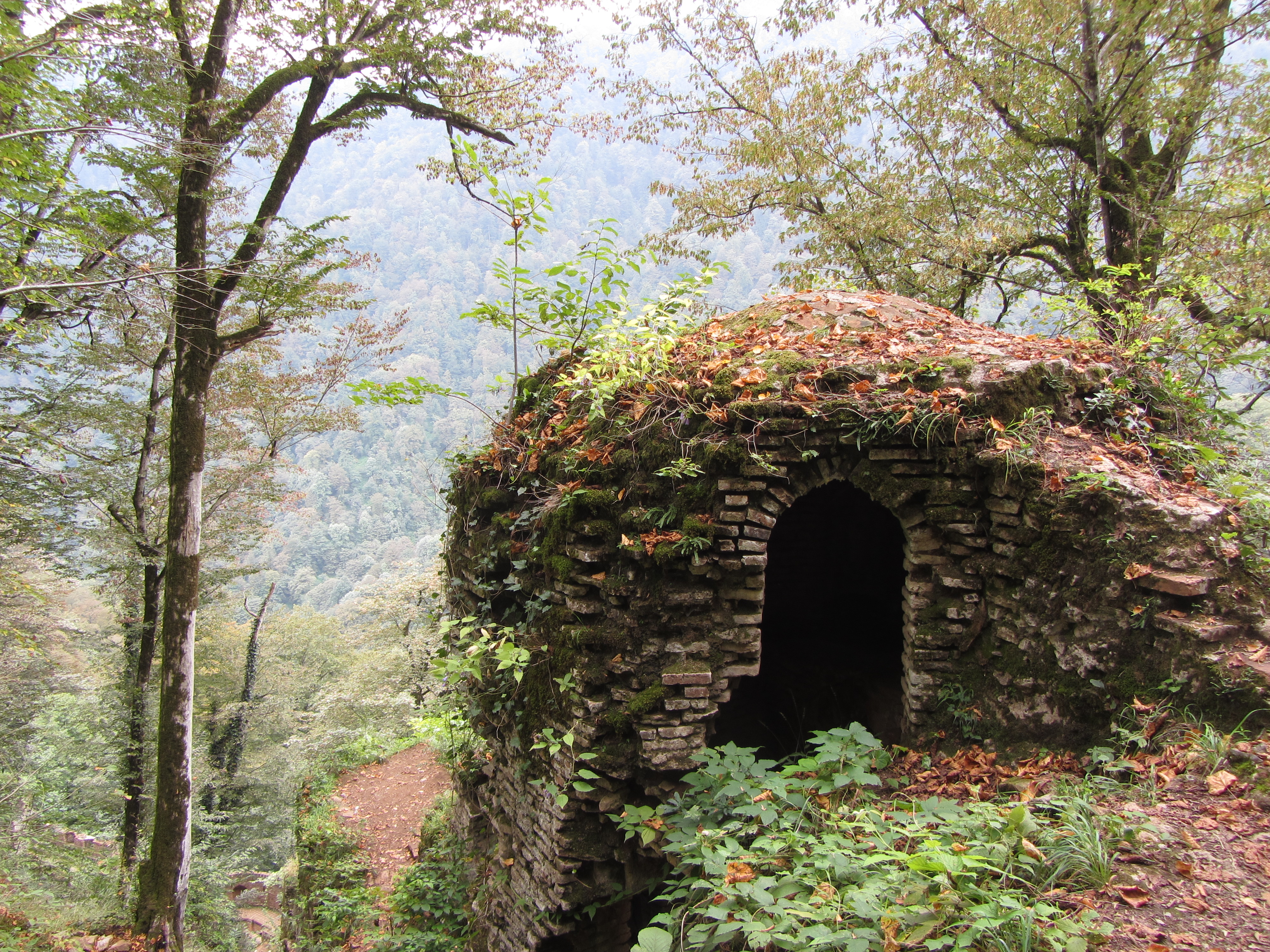
یکی از اتاقک‌های نزدیک بخش شاه نشین
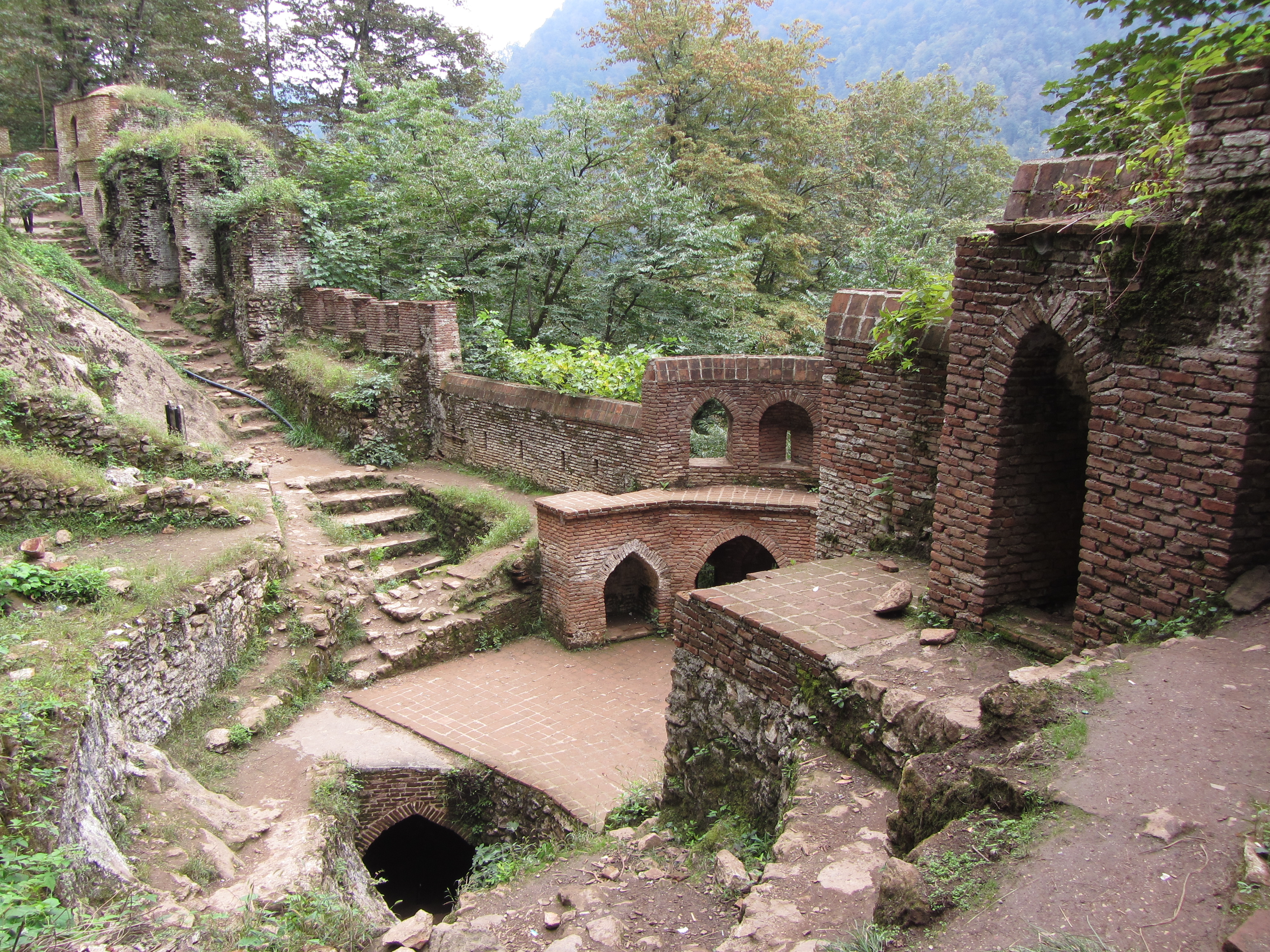
آب‌انبار قلعه رودخان
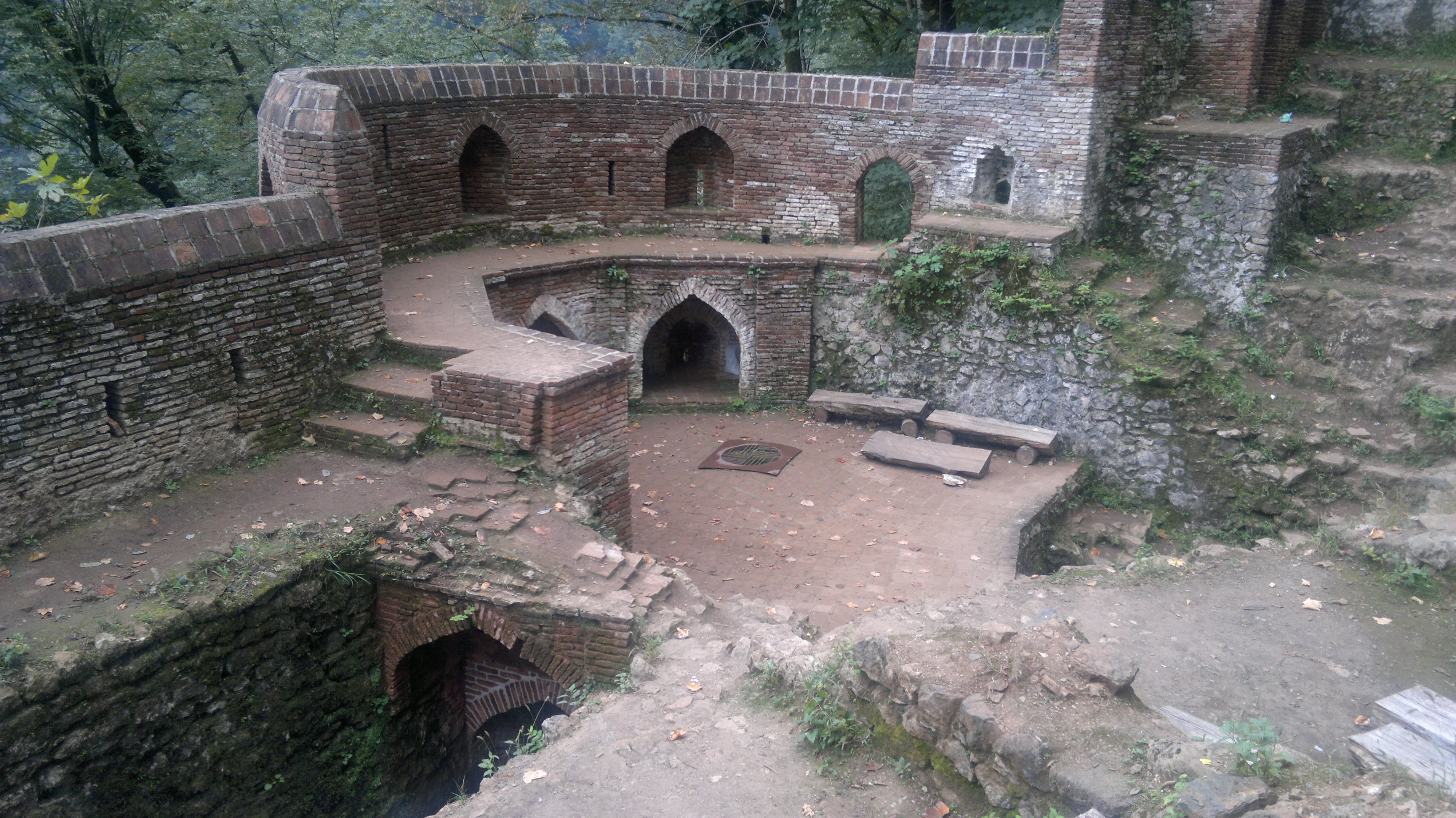
آب‌انبار قلعه رودخان
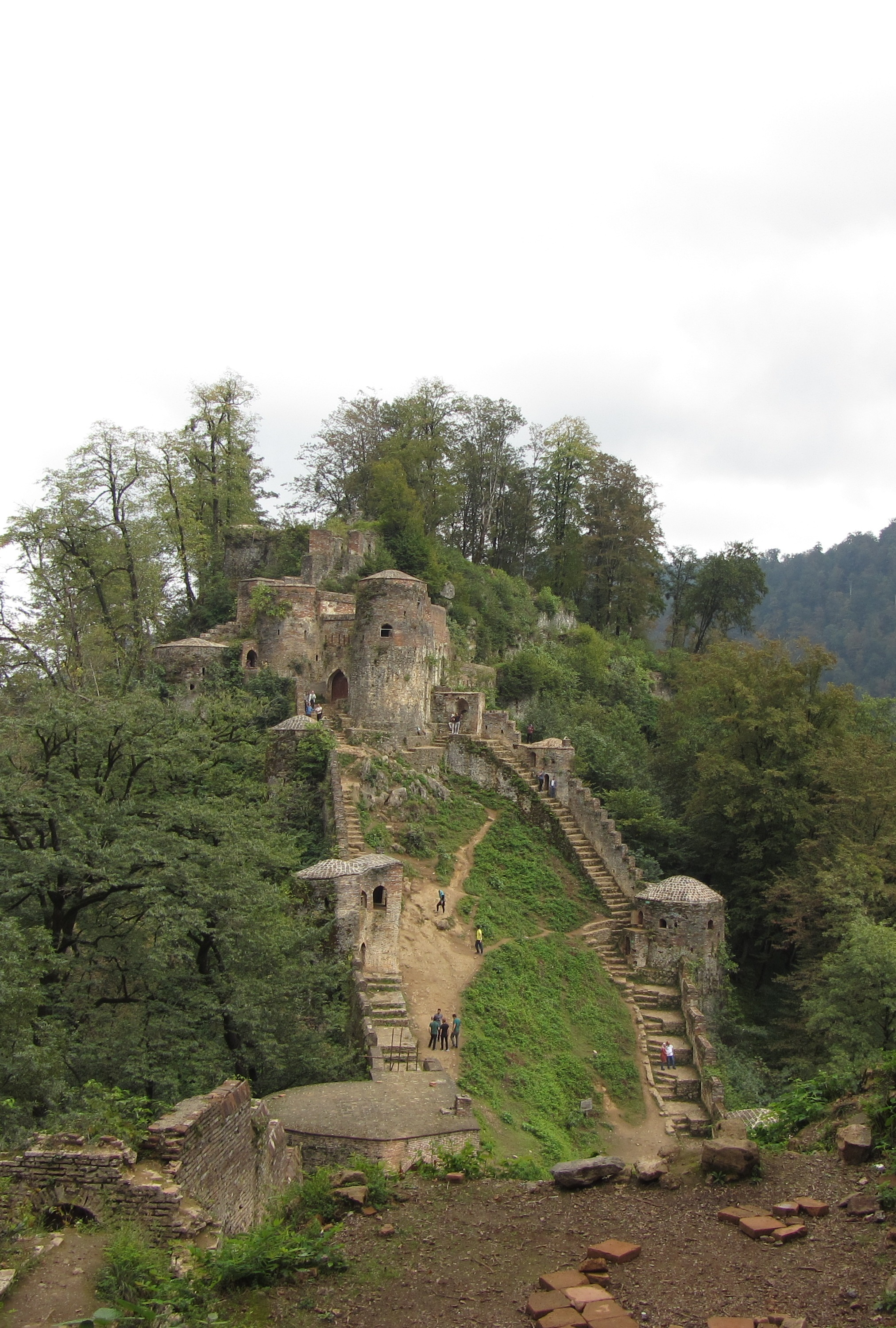
قلعه رودخان
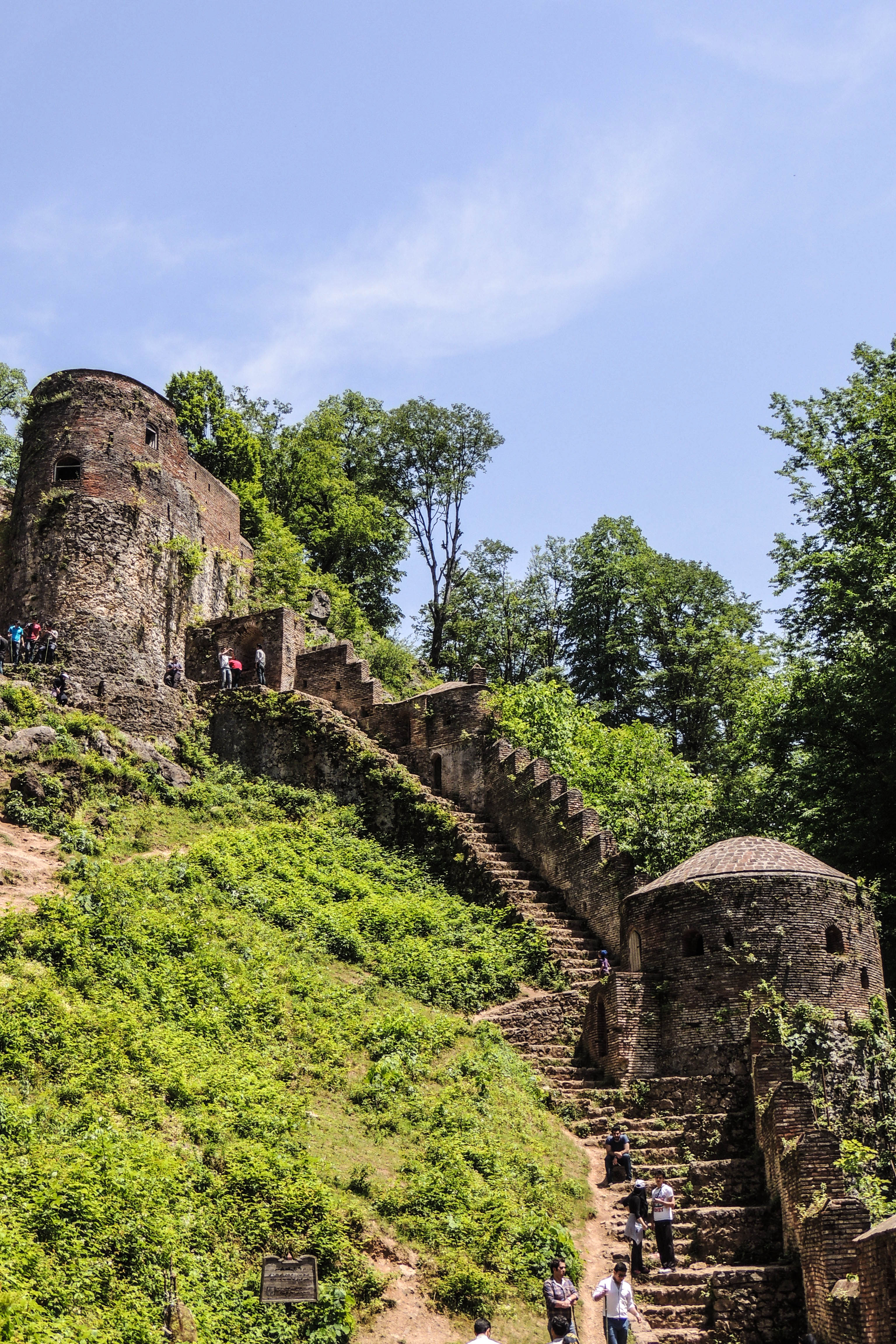
قلعه رودخان
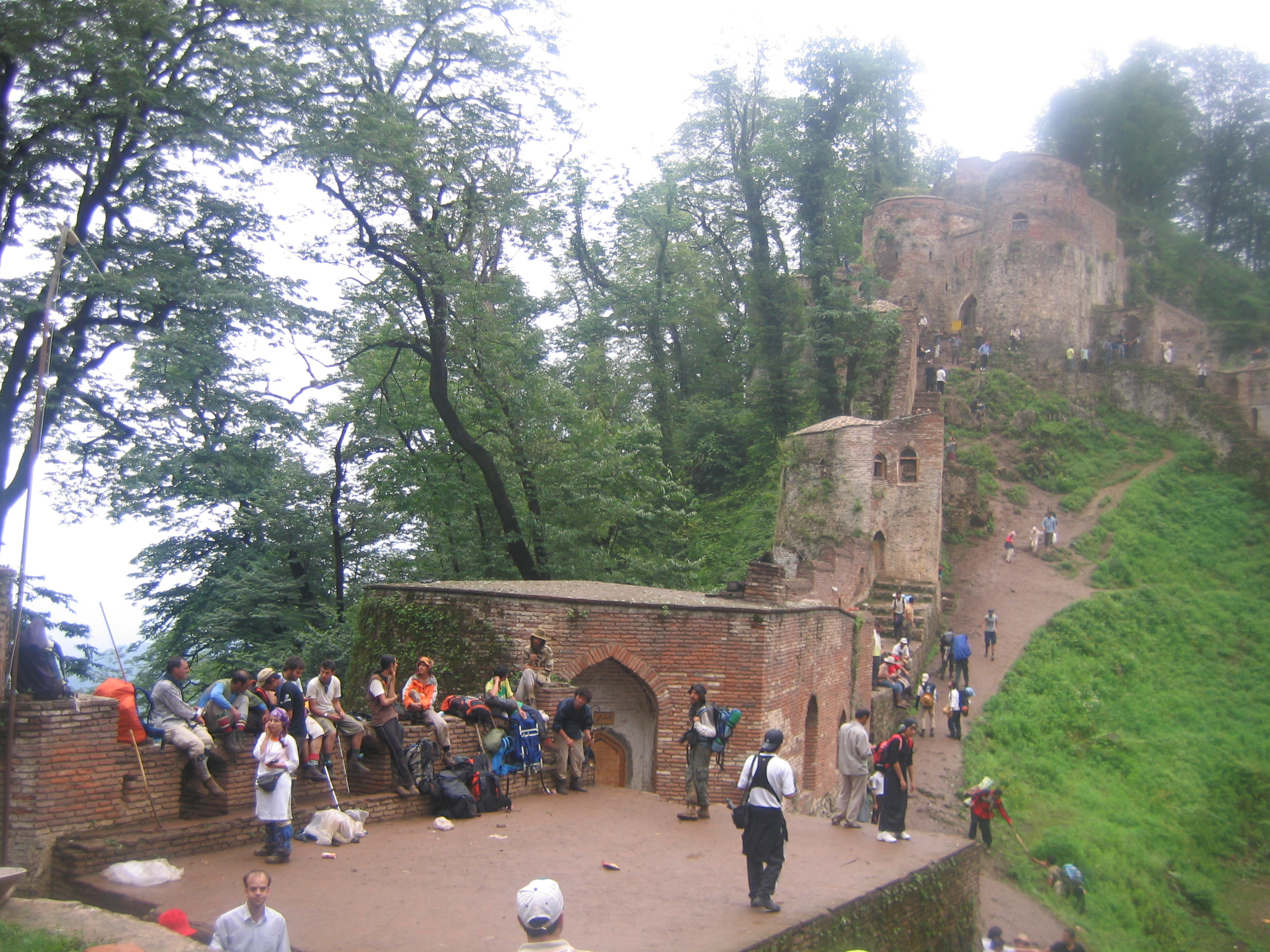
قلعه رودخان
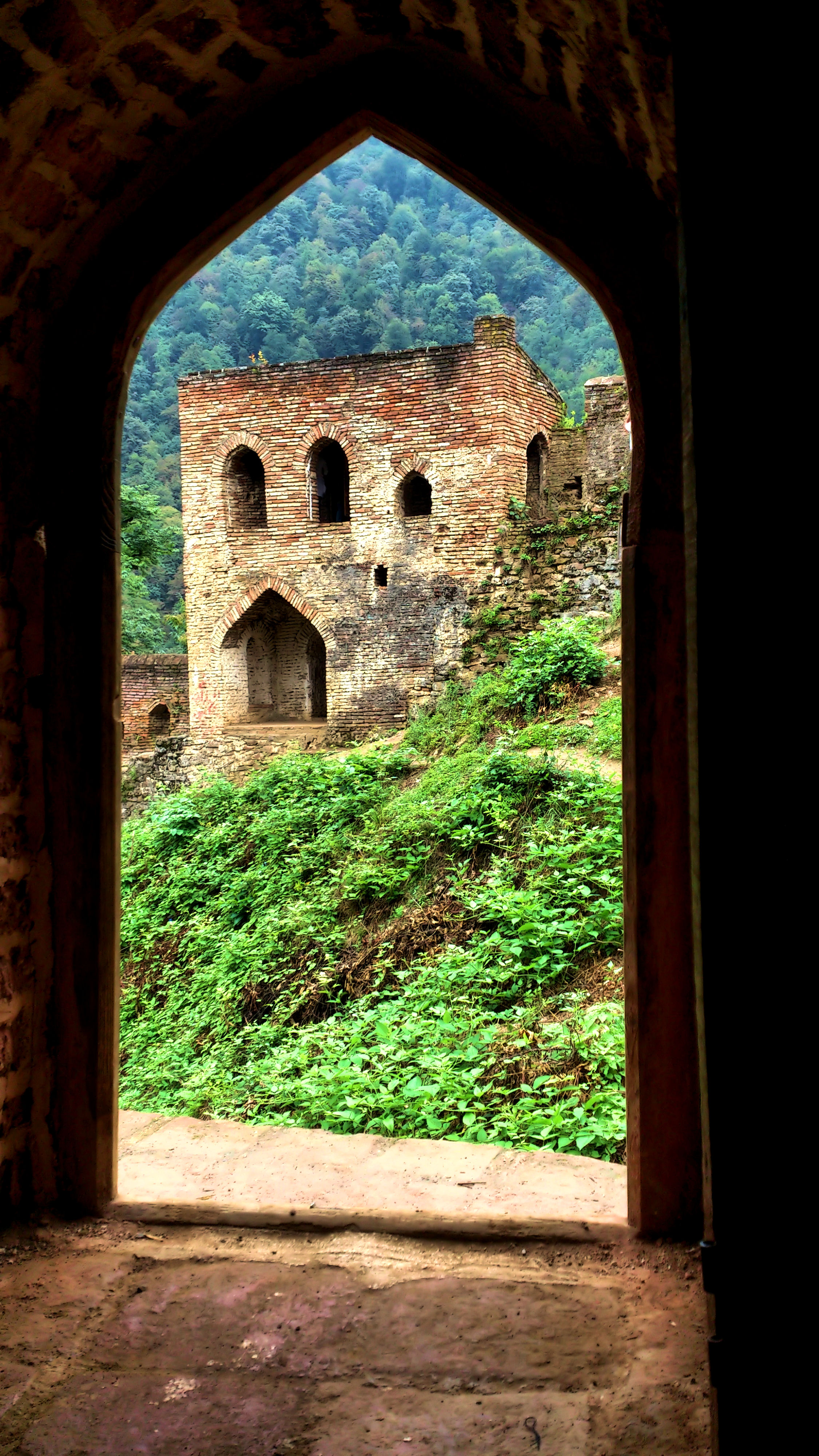
قلعه رودخان در قاب
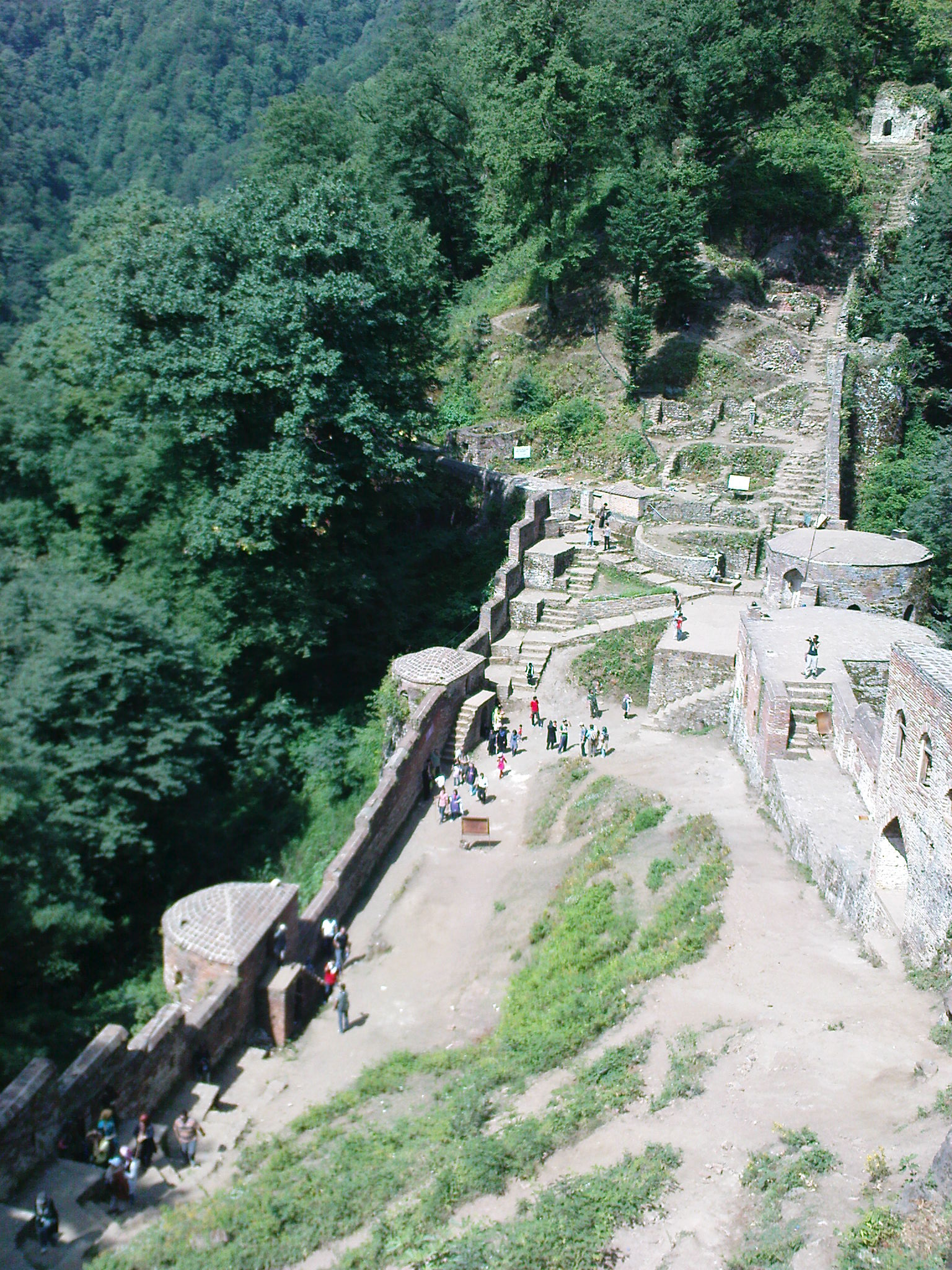
قلعه رودخان
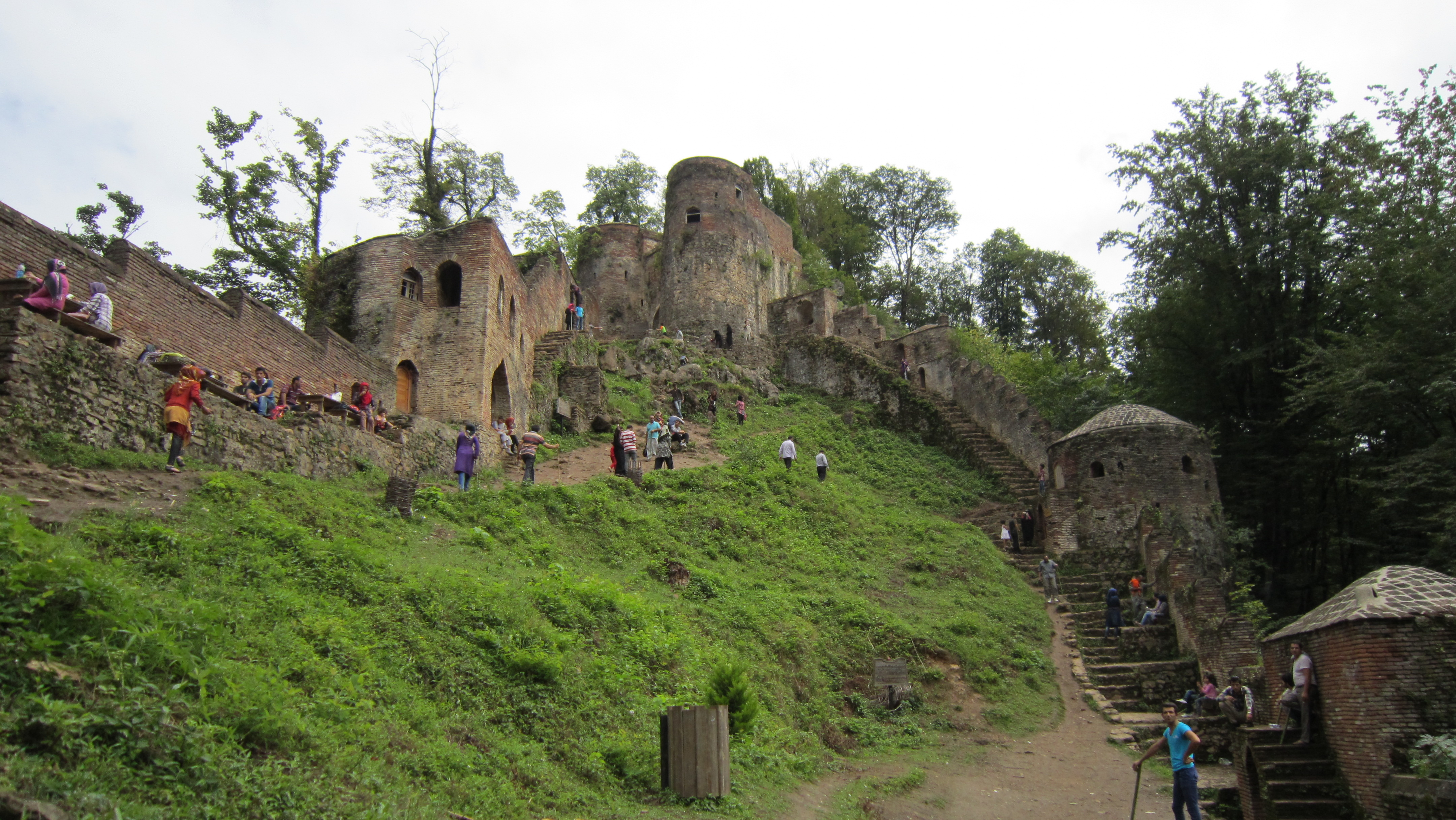
قلعه رودخان
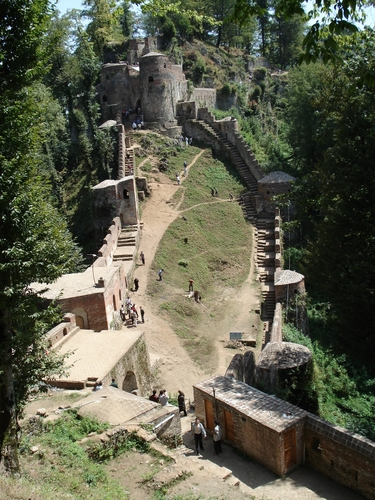
قلعه رودخان
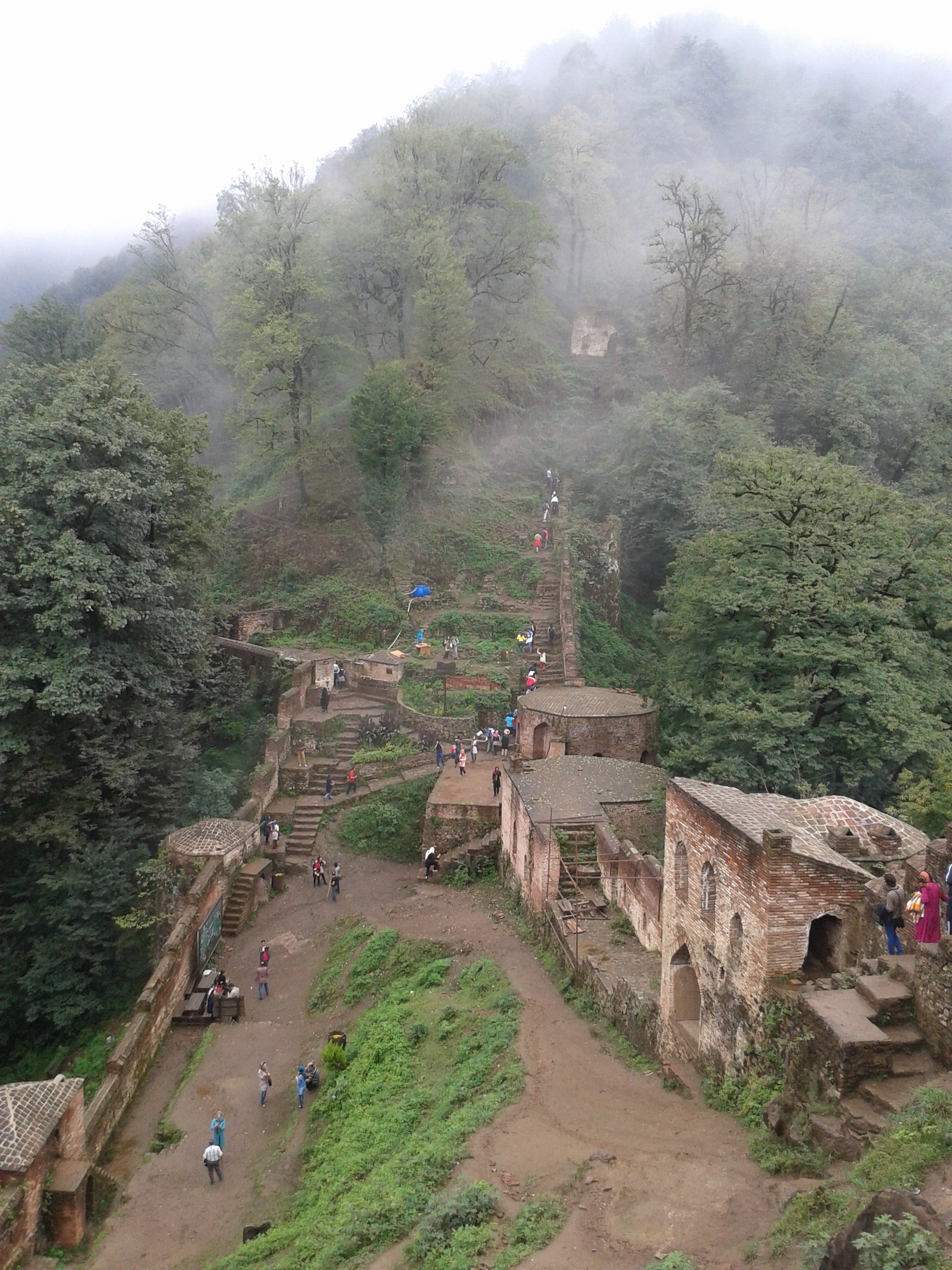
قلعه رودخان
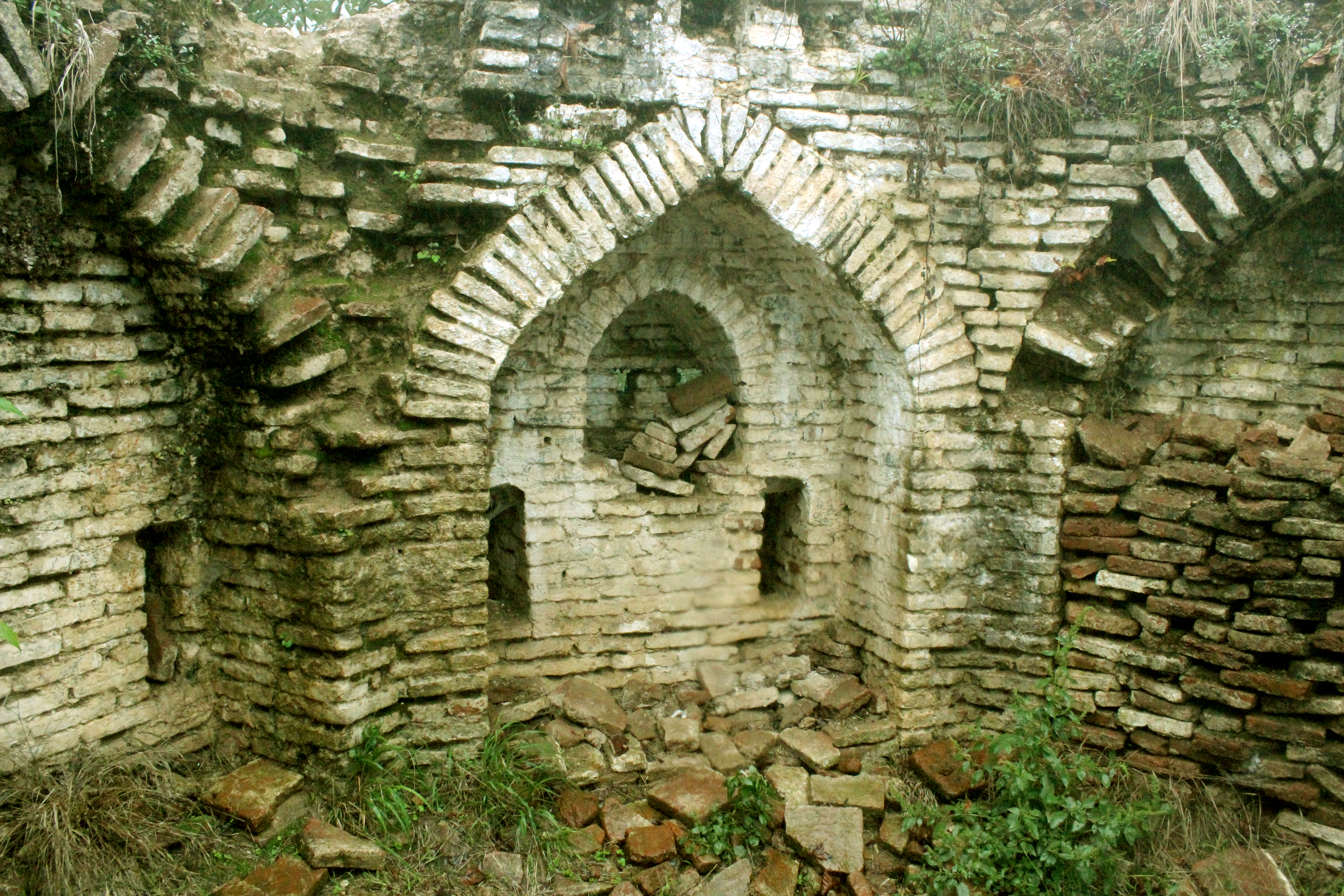
داخل بخش شاه‌نشین قلعه رودخان
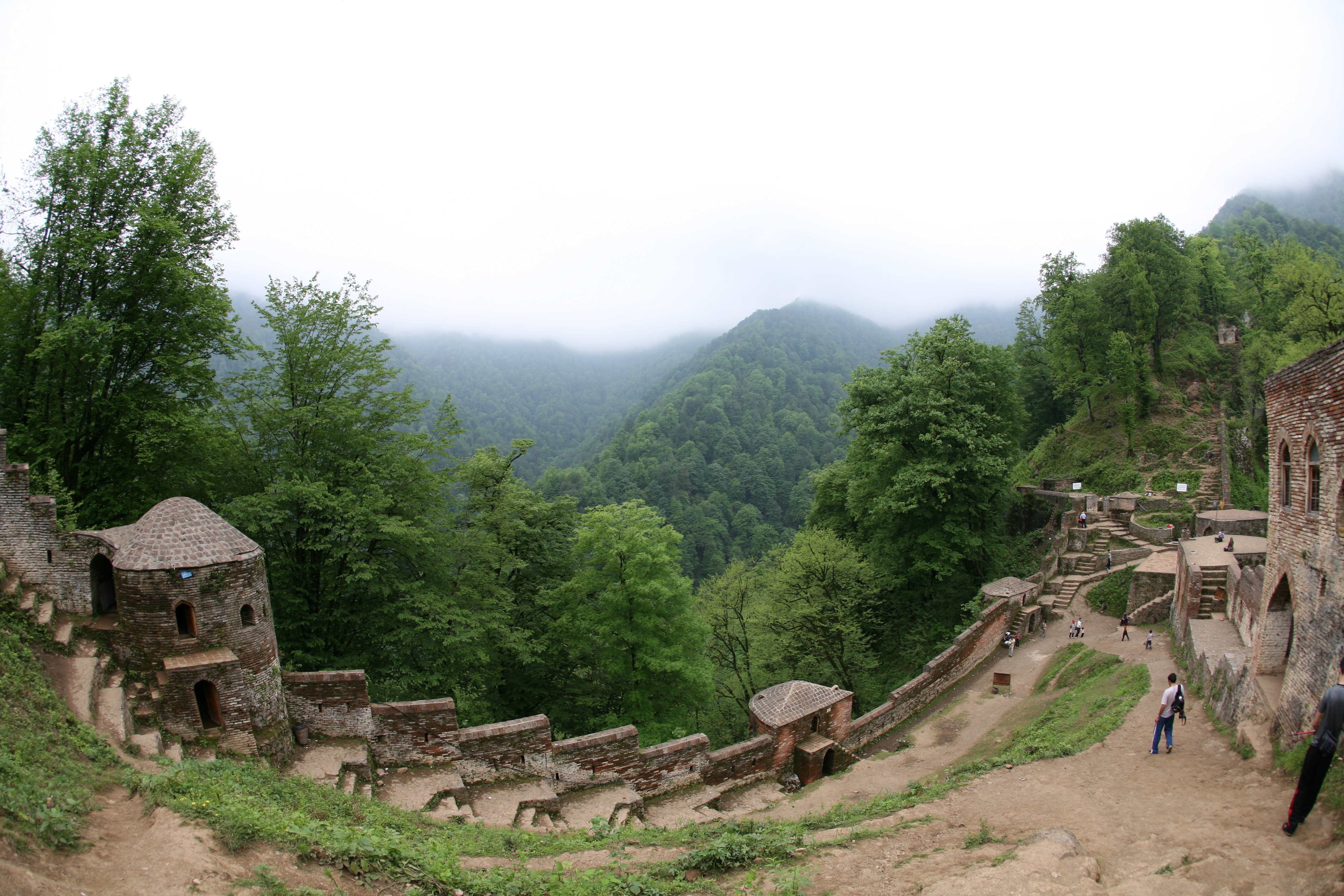
نمای کلی قلعه رودخان
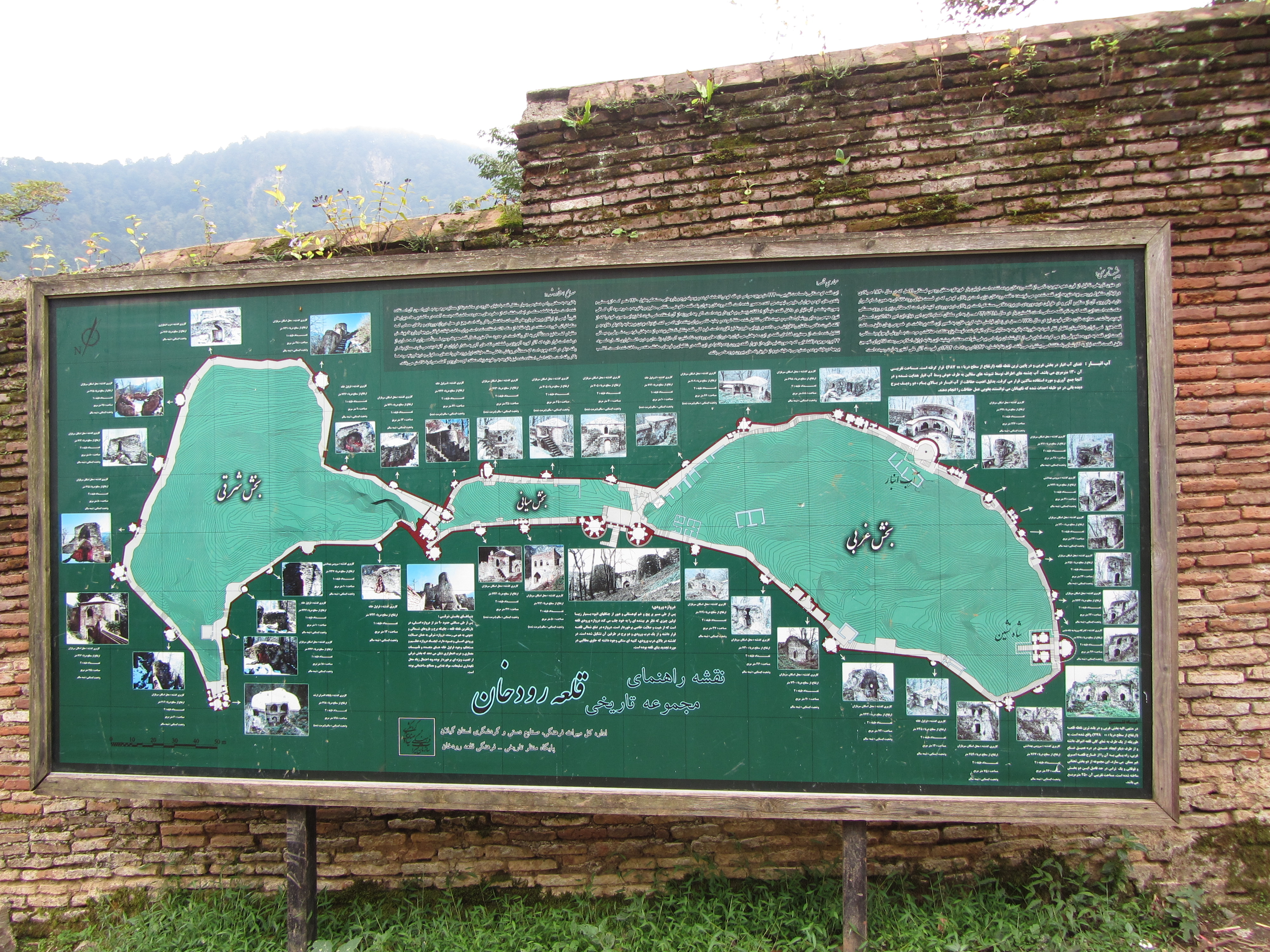
شناسنامه قلعه رودخان
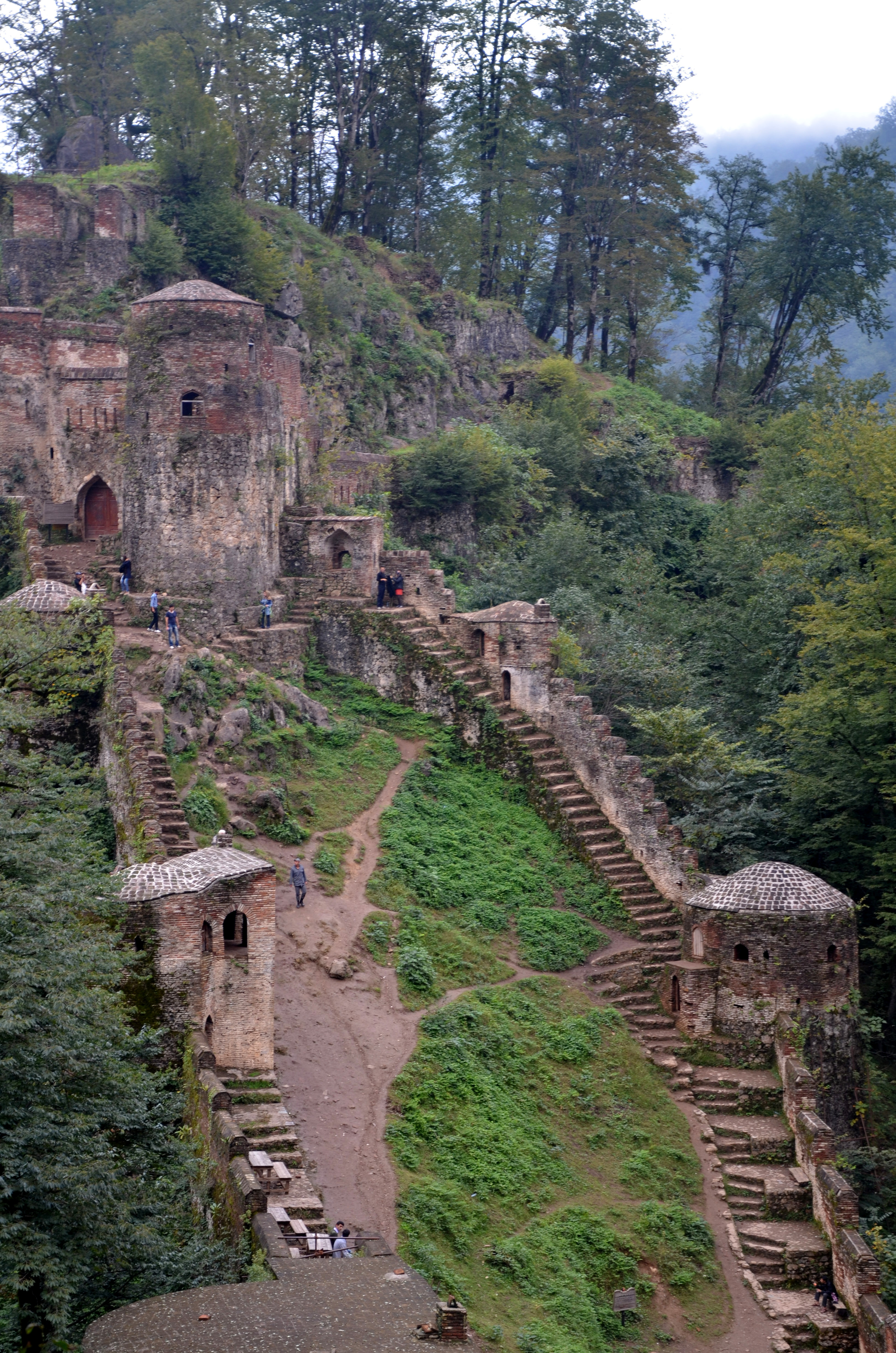
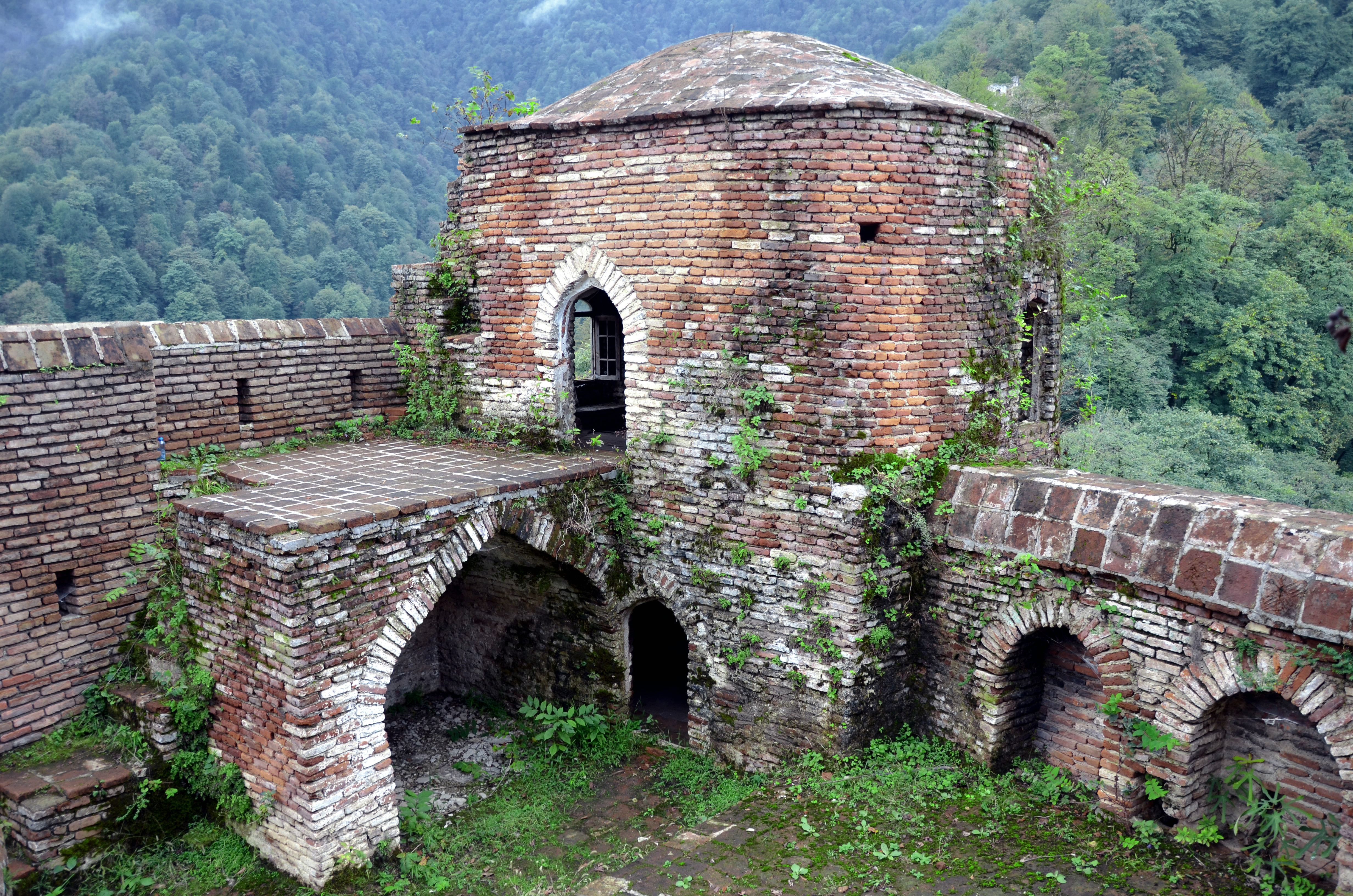
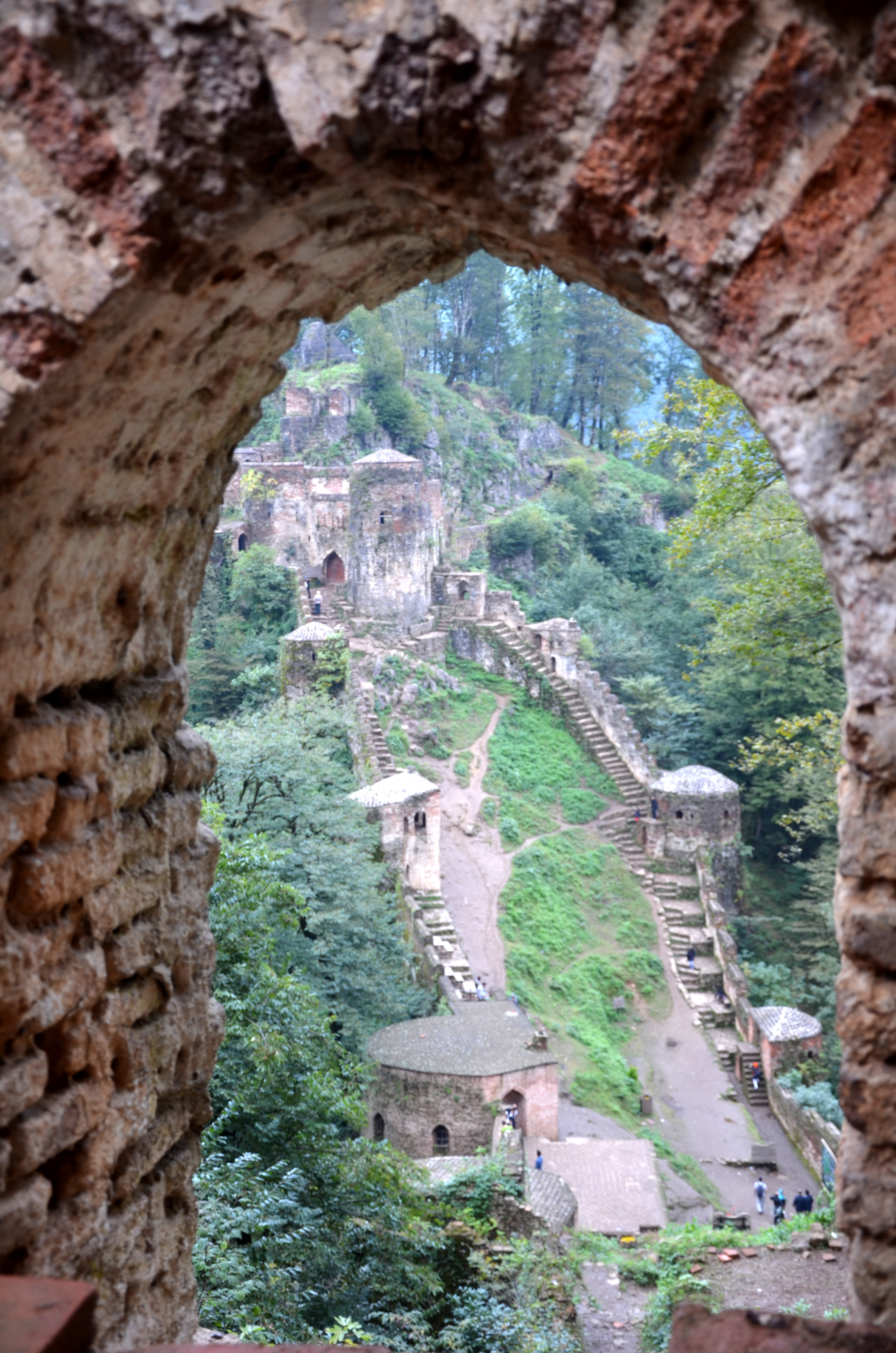
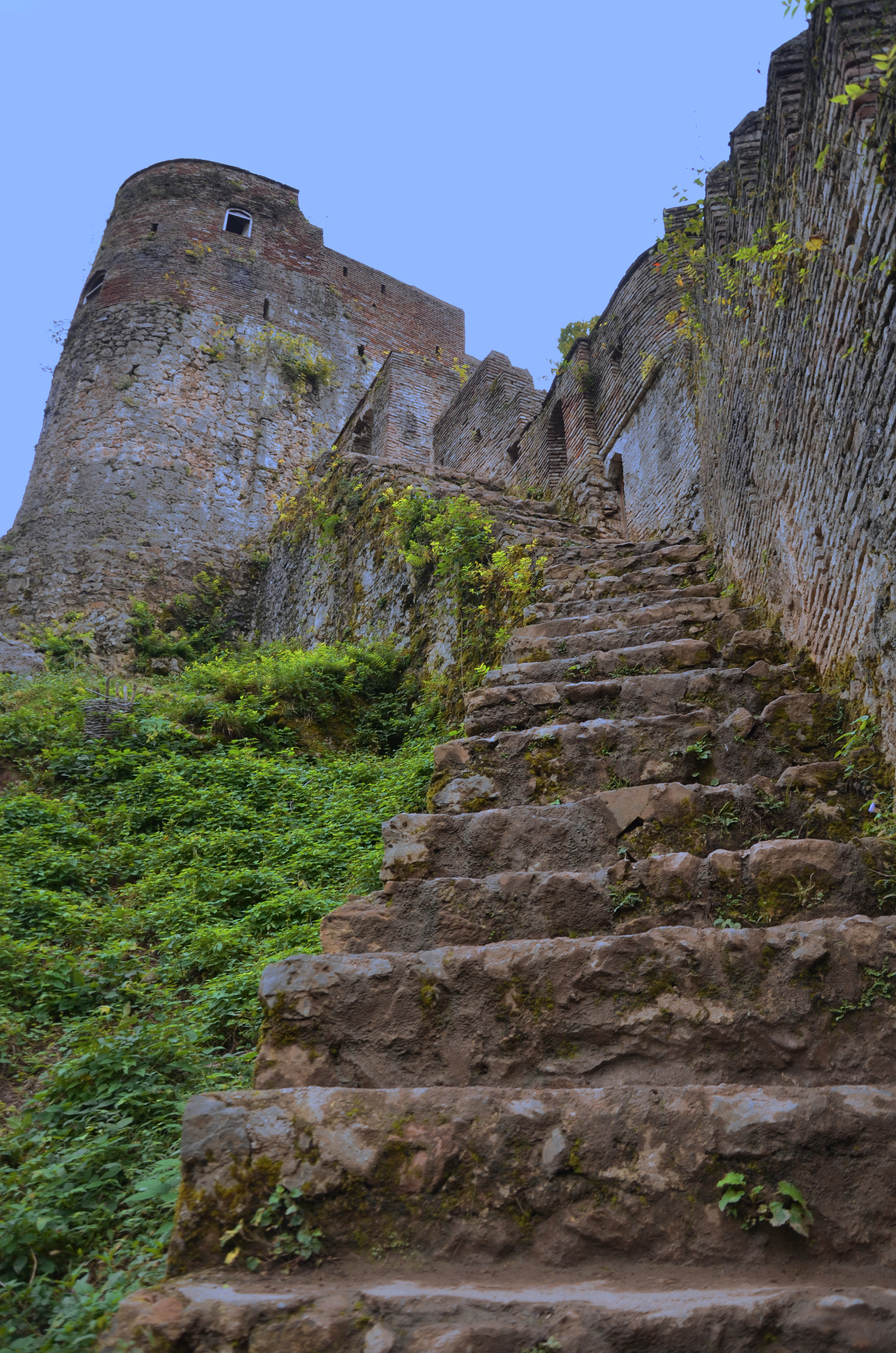
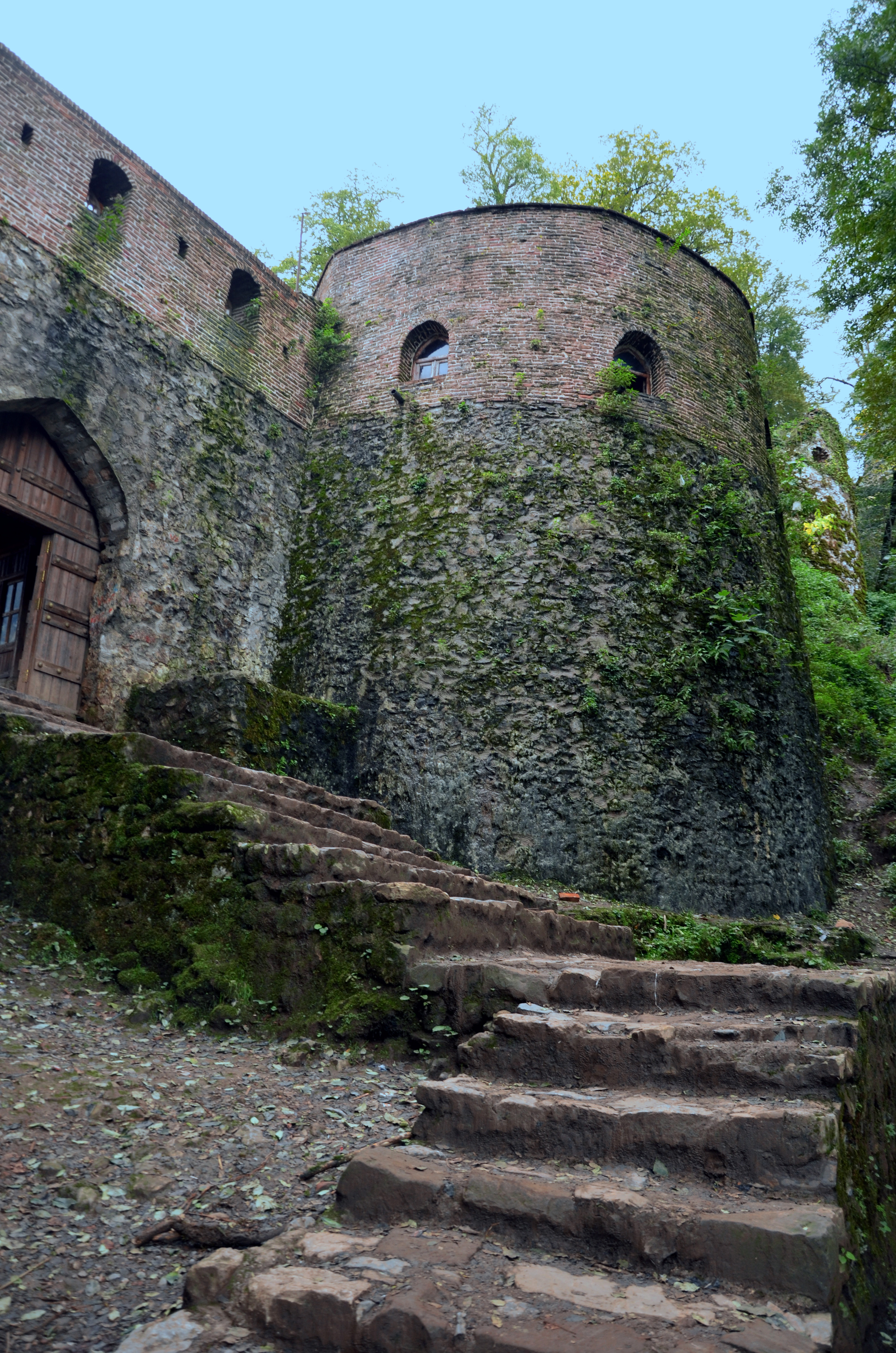
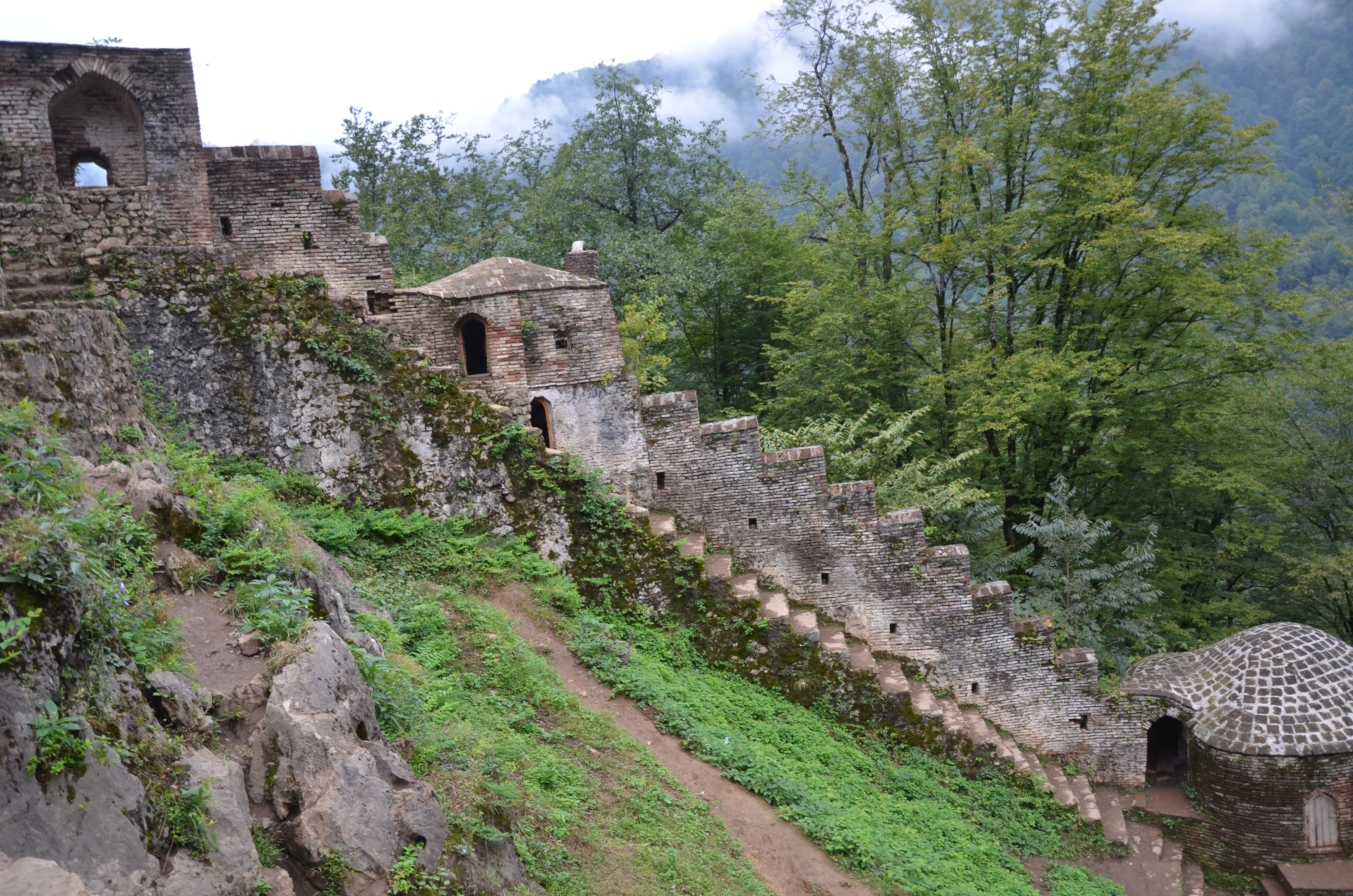
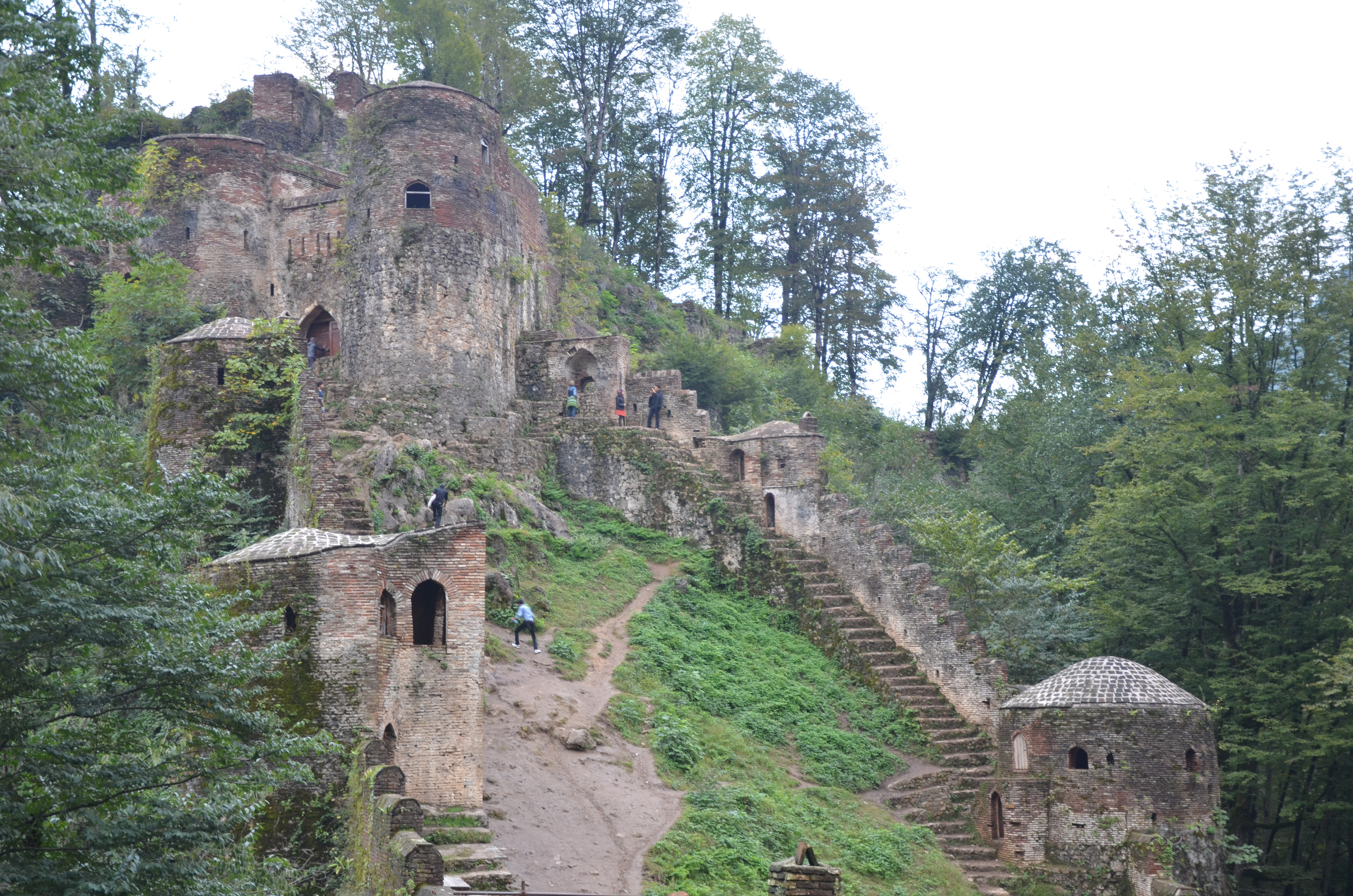
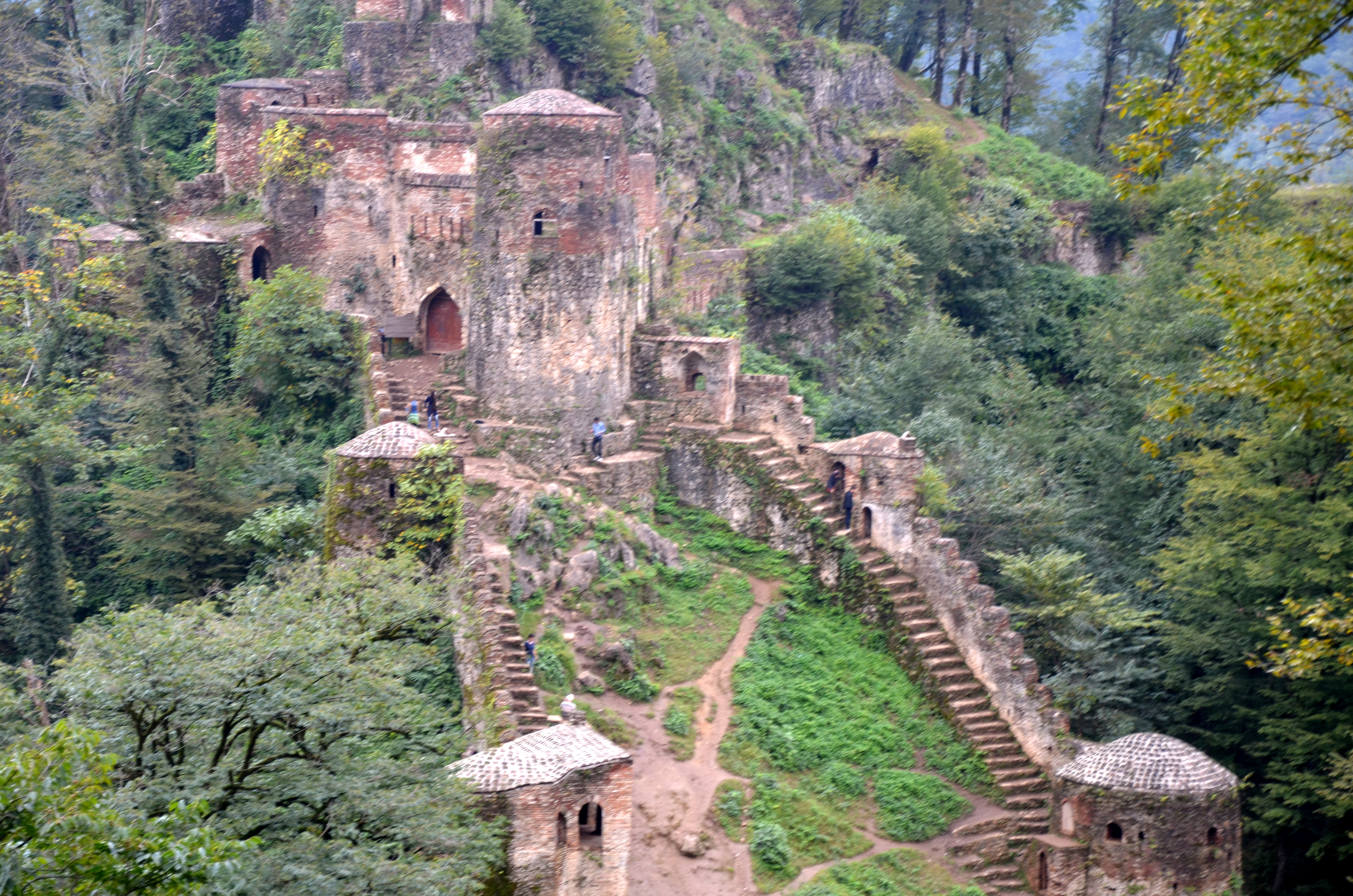
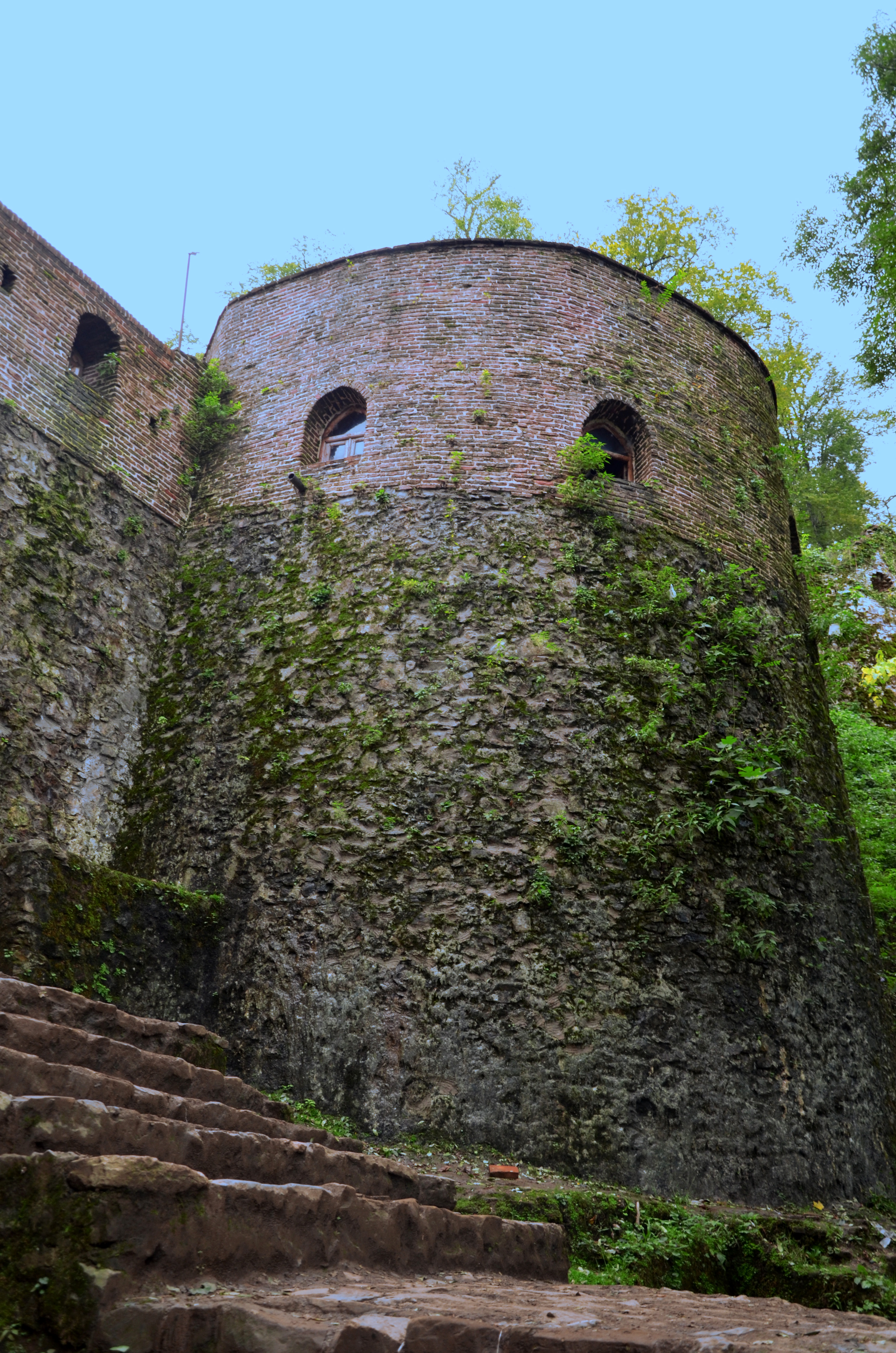
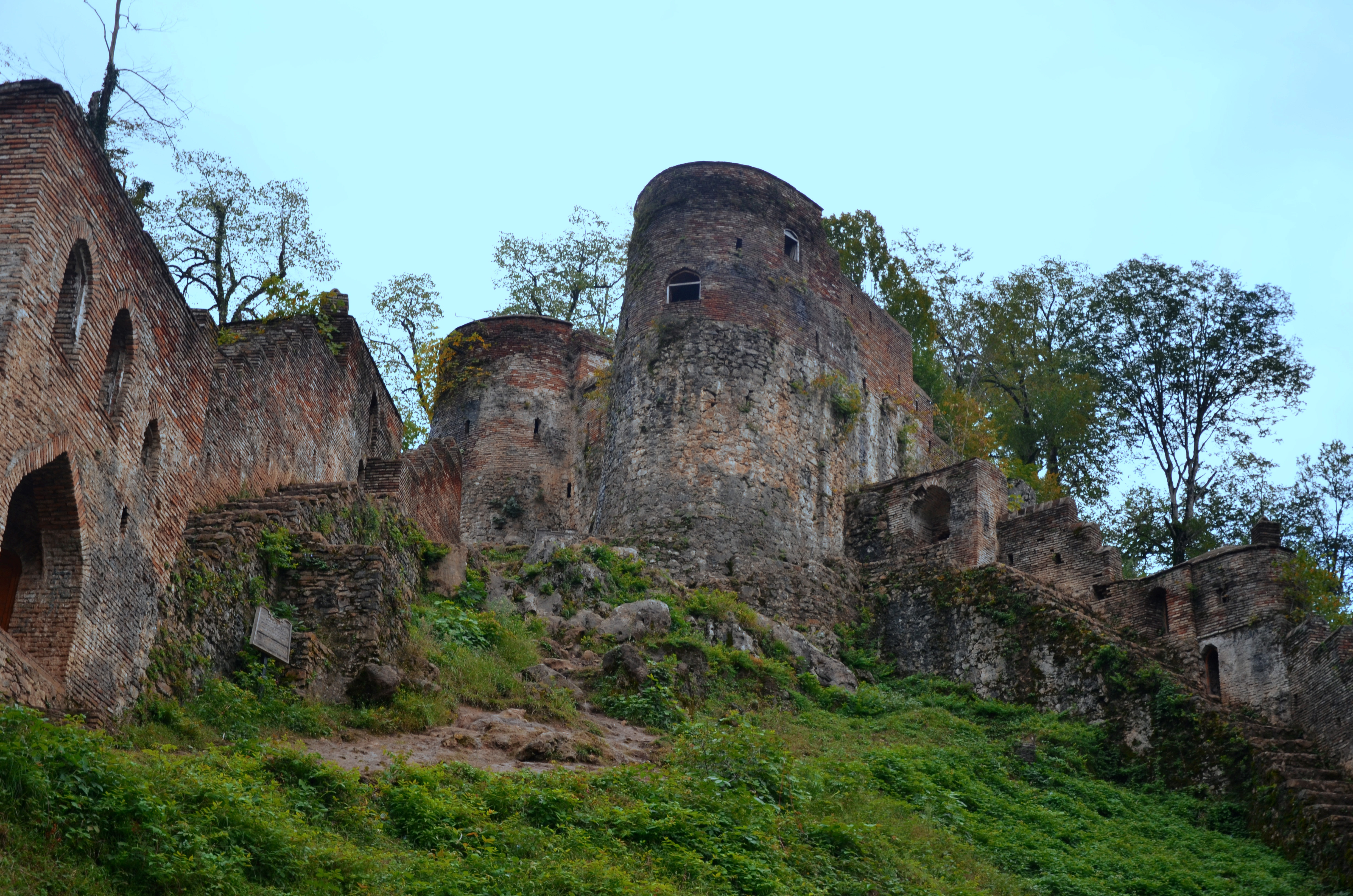
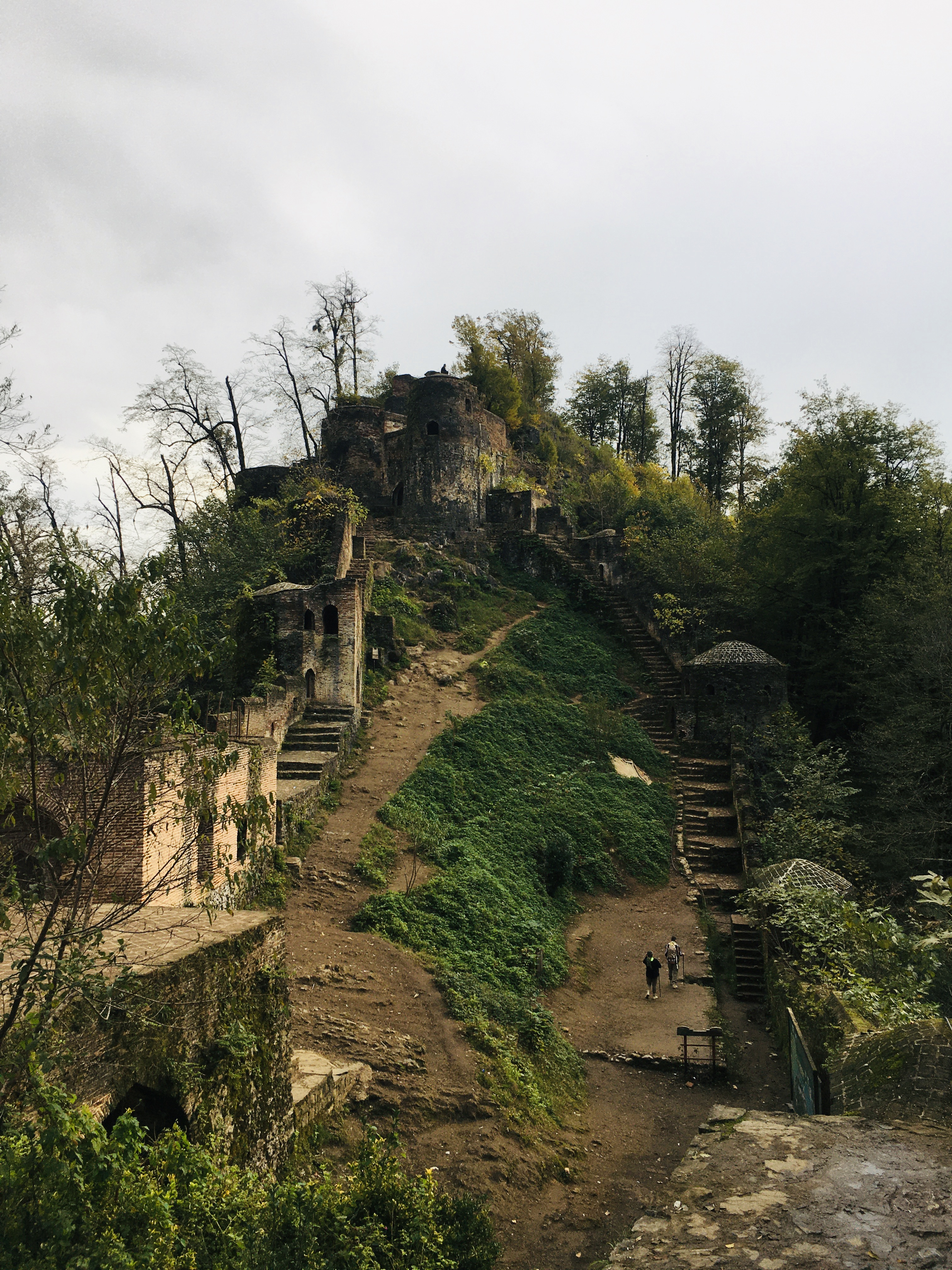
نمای شرقی قلعه رودخان فومن
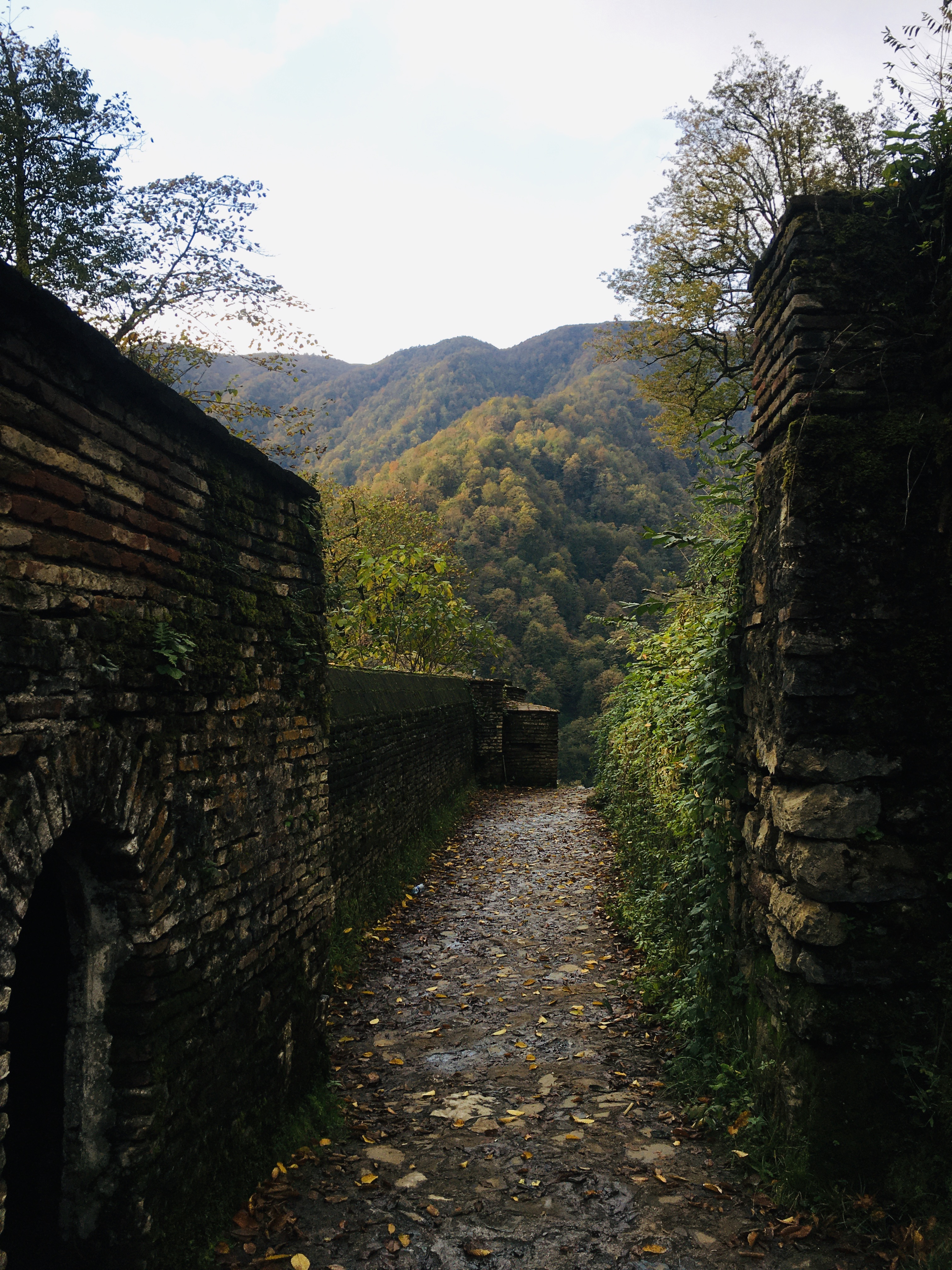
ورودی بخش غربی قلعه رودخان فومن

## دانستنی‌‌ها
- برخی از کارشناسان ساخت قلعه را در دورهٔ ساسانیان و مقارن با حملهٔ اعراب به ایران دانسته‌اند. در دورهٔ سلجوقیان این قلعه تجدید بنا شده و از پایگاه‌های مبارزاتی اسماعیلیان بوده است.
- ساعات بازدید: همه‌روزه از ۷:۳۰(۸) تا ۱۷:۰۰
- هزینهٔ ورودی: ۵۰هزار تومان برای گردشگران داخلی (سال ۱۴۰۲)
- هزینهٔ ورود به محوطه: به ازای هر ماشین ۲۸هزار تومان (سال ۱۴۰۲)
- برای پرداخت هزینهٔ بازدید از قلعه که بعد از پیمودن ۱۰۰۰ پله و درب ورودیِ قلعه از شما دریافت می‌شود. در داخل قلعه رودخان، دستگاه کارت‌خوان وجود دارد.
- تجهیزات سفر : یک جفت کفش یا پوتین مناسب و یک کوله که بتوانید آب، شربت و یک میان وعده باخودتان ببرید.
- تعداد پله‌ها : این قلعه به قلعهٔ هزار‌پله هم معروف می‌باشد چون عملاً باید ۱۶۲۰پله را بالا رفت. [۷]